# Manchester
Vous lisez un « bon article » labellisé en 2013.
Pour les autres significations, voir Manchester (homonymie).
Manchester [mɑ̃n(t)ʃɛstœʁ, -ɛʁ] (en anglais : [ˈmænˌtʃɪstə(ɹ)]) est une ville du Royaume-Uni située dans le comté métropolitain du Grand Manchester. Elle a le statut de cité depuis 1853 et compte 545 500 habitants en 2017, avec une population urbaine de 3,2 millions. Elle est parfois considérée comme la « deuxième ville d’Angleterre » grâce à son importance économique, culturelle et sportive, bien que sa superficie et sa population ne lui permettent pas de surpasser Birmingham.
Manchester est catégorisée comme une ville « bêta » par le GaWC (Réseau d’étude sur la mondialisation et les villes mondiales). Ses habitants s'appellent les Mancunien(ne)s. La ville est au cœur d'une grande agglomération de plus de deux millions et demi d'habitants dont les villes principales sont : Bury, Bolton, Rochdale, Oldham, Ashton-under-Lyne, Stockport, Salford, Altrincham, Wigan. Le nom de « Manchester » est utilisé aussi bien pour désigner l'agglomération que la ville en tant que telle.
Manchester est située à 260 km au nord-ouest de Londres, sur la rive est de la rivière Irwell. La ville est bordée au Sud par la plaine du Cheshire et au nord et à l'est par la chaîne montagneuse des Pennines. Historiquement, la majeure partie de la ville faisait partie du Lancashire, mais des zones situées au sud de la rivière Mersey appartenaient au Cheshire. Le vicus créé par les Romains à proximité du fort de Mamucium, construit en 79 sur un monticule rocheux non loin de la confluence entre la Medlock et l'Irwell, est devenu au fil de son histoire une ville majeure du nord de l'Angleterre. Manchester est la première ville au monde à avoir été industrialisée, et elle a joué un rôle important durant la révolution industrielle. Durant le XIXe siècle, la ville acquiert d'ailleurs le surnom de « Cottonopolis » en raison de son importante industrie cotonnière. L'économie de la ville s'est depuis tournée vers le secteur tertiaire, et il s'agit aujourd'hui d'un pôle financier important.
Manchester est une ville importante culturellement, qui héberge de nombreux théâtres, musées et salles de concert. La ville a vu dans les années 1980 l'émergence de divers groupes de rock indépendant autour du club The Haçienda, qui deviendront très célèbres par la suite et que l'on regroupe sous l'appellation « Madchester ». Elle a une économie nocturne bien développée avec de nombreux bars et clubs. La ville est le siège de divers médias, dont de nombreuses stations de radios, des journaux et une importante base de la BBC. L'architecture de la ville est marquée par l'omniprésence des briques rouges. Elle mêle des bâtiments historiques, comme la cathédrale gothique, des édifices de l'époque victorienne et de la période industrielle, avec des bâtiments à l'architecture contemporaine, dont de hauts gratte-ciel. Manchester se classe troisième parmi les villes les plus visitées par les étrangers au Royaume-Uni.
Manchester est également une importante ville étudiante avec ses deux universités, l'université de Manchester et l'université métropolitaine de Manchester qui, avec entre-autres le Royal Northern College of Music, regroupent plus de 70 000 étudiants.
La ville accueillit en 2002 les jeux du Commonwealth. Elle se démarque également dans le monde sportif par ses deux équipes de Premier League de football, Manchester United et Manchester City.

## Géographie

### Site
Manchester est située à 260 km au nord-ouest de Londres, dans une « cuvette » bordée au nord et à l'est par les Pennines, une chaîne montagneuse du nord de l'Angleterre. Le centre-ville de Manchester se situe sur la rive est de l'Irwell, non loin de l'endroit où celle-ci rencontre ses confluents que sont la Medlock et l'Irk. Il se situe à une altitude peu élevée, entre 35 et 42 m.
La Mersey traverse le sud de Manchester. La plus grande partie de la ville est parfaitement plate, notamment au sud, et certains immeubles offrent des vues imprenables sur les contreforts et les landes des Pennines, souvent recouverts de neige en hiver. Les caractéristiques géographiques de la ville ont permis son fort développement comme ville industrielle : elle est proche du port de Liverpool, les rivières permettent de faire fonctionner des usines et des réserves de charbon sont disponibles à proximité.
Pour l'Office national des statistiques, Manchester constitue la ville la plus peuplée au sein de l'aire urbaine du Grand Manchester, et la troisième conurbation du Royaume-Uni en nombre d'habitants. Manchester mêle zones urbaines à très forte densité de population et banlieues moins densément peuplées. L'espace vert le plus important de la ville est Heaton Park et ses 260 hectares. La cité est bordée de toutes parts par d'autres zones urbaines importantes, excepté sur une petite zone le long de sa frontière sud avec le Cheshire. Les autoroutes M60 et M56 traversent le Sud de Manchester, à travers respectivement Northenden et Wytenshawe. Des voies ferrées pénètrent dans la ville depuis toutes les directions, la principale gare étant la Piccadilly Station, créée en 1906.

### Climat
Manchester a un climat tempéré océanique, comme la plupart des villes britanniques, avec des étés frais et des hivers doux. Les précipitations sont régulières au cours de l'année, mais rarement très importantes. Ainsi, la pluviométrie annuelle moyenne de la ville est de 806,6 mm, alors que la moyenne du Royaume-Uni est de 1 125 mm. Par ailleurs, il pleut 140,4 jours par an à Manchester contre 154,4 jours par an pour l'ensemble du Royaume-Uni.
Toutefois, le site de Manchester est très humide, ce qui favorisait l'industrie textile autrefois très présente, car les fils sont plus cassants dans un climat sec. Les collines des Pennines et celles de la forêt de Rossendale qui entourent la ville sont parfois fortement enneigées, et les routes menant à la ville peuvent alors être bloquées, notamment l'A62 venant d'Oldham et Standedge, l'A57 en provenance de Sheffield et la M62 qui passe par Saddleworth Moor.
| Mois                                | jan. | fév. | mars | avril | mai  | juin | jui. | août | sep. | oct. | nov. | déc. |
| ----------------------------------- | ---- | ---- | ---- | ----- | ---- | ---- | ---- | ---- | ---- | ---- | ---- | ---- |
| Température minimale moyenne (°C)   | 1,3  | 1,2  | 2,5  | 4,3   | 7,3  | 10,2 | 12   | 11,9 | 10   | 7,5  | 3,6  | 2    |
| Température maximale moyenne (°C)   | 6,4  | 6,6  | 8,9  | 11,6  | 17,3 | 21,2 | 23,6 | 21,5 | 17   | 13,7 | 9,1  | 7,1  |
| dont pluie (mm)                     | 69   | 50   | 61   | 51    | 31   | 27   | 25   | 29   | 44   | 67   | 78   | 78   |
| Nombre de jours avec précipitations | 18,2 | 14,4 | 15,6 | 14,4  | 10,1 | 5,4  | 5,6  | 5    | 10   | 12,5 | 17   | 17,4 |

## Héraldique
| Blason | Blasonnement : « De gueules à trois bandes d'or haussées, au chef d'argent chargé d'un navire voguant sur une mer, le tout au naturel » |

## Toponymie
Le nom « Manchester » est issu du nom romain Mamucium donné au fort et au village romain implanté en ce lieu. Ce nom est probablement issu de la latinisation d'un ancien substantif celte (qui pouvait signifier « colline en forme de poitrine », de « mamm- » : « poitrine ») et du vieil anglais « cester » signifiant « ville », mot lui-même dérivé du latin « castra » signifiant « camp ». Une autre hypothèse suggère que ce nom a pour origine le mot « mamma » signifiant « mère » en brittonique, faisant référence à la déesse de la rivière Medlock, qui coulait devant le fort. « Mam » désigne en effet la poitrine d'une femme en gaélique irlandais et la mère en gallois et en breton.

## Histoire

### Origine
La région où est aujourd'hui situé Manchester était autrefois le territoire des Brigantes, une importante tribu celtique vivant au nord de l'Angleterre actuelle. Ceux-ci ont alors une forteresse localisée sur un affleurement rocheux où se tient actuellement la cathédrale de Manchester, face à la rive de l'Irwell. Leur territoire s'étend sur de vastes plaines fertiles, à l'emplacement des actuelles villes de Salford et de Stretford. À la suite de la conquête de la Grande-Bretagne par les Romains au Ier siècle, le général romain Cnaeus Julius Agricola ordonne la construction du fort de Mamucium en 79, afin de préserver les intérêts romains à Deva Victrix (Chester) et Eboracum (York) des attaques des Brigantes. L'emplacement du centre de Manchester est resté le même depuis cette époque. Une partie des fondations du fort romain est encore visible à Castlefield. L'occupation romaine de la ville prend certainement fin aux alentours du IIIe siècle ; les habitations civiles semblent avoir été abandonnées au milieu du IIIe siècle, mais le fort conserve probablement une petite garnison jusqu'à la fin du IIIe siècle ou le début du VIe siècle.
Au moment de la conquête normande en 1066, la ville s'est déplacée vers la confluence des rivières Irwell et Irk. Une vaste partie de la région est laissée à l'abandon après que les Normands ont dévasté le nord de l'Angleterre,.

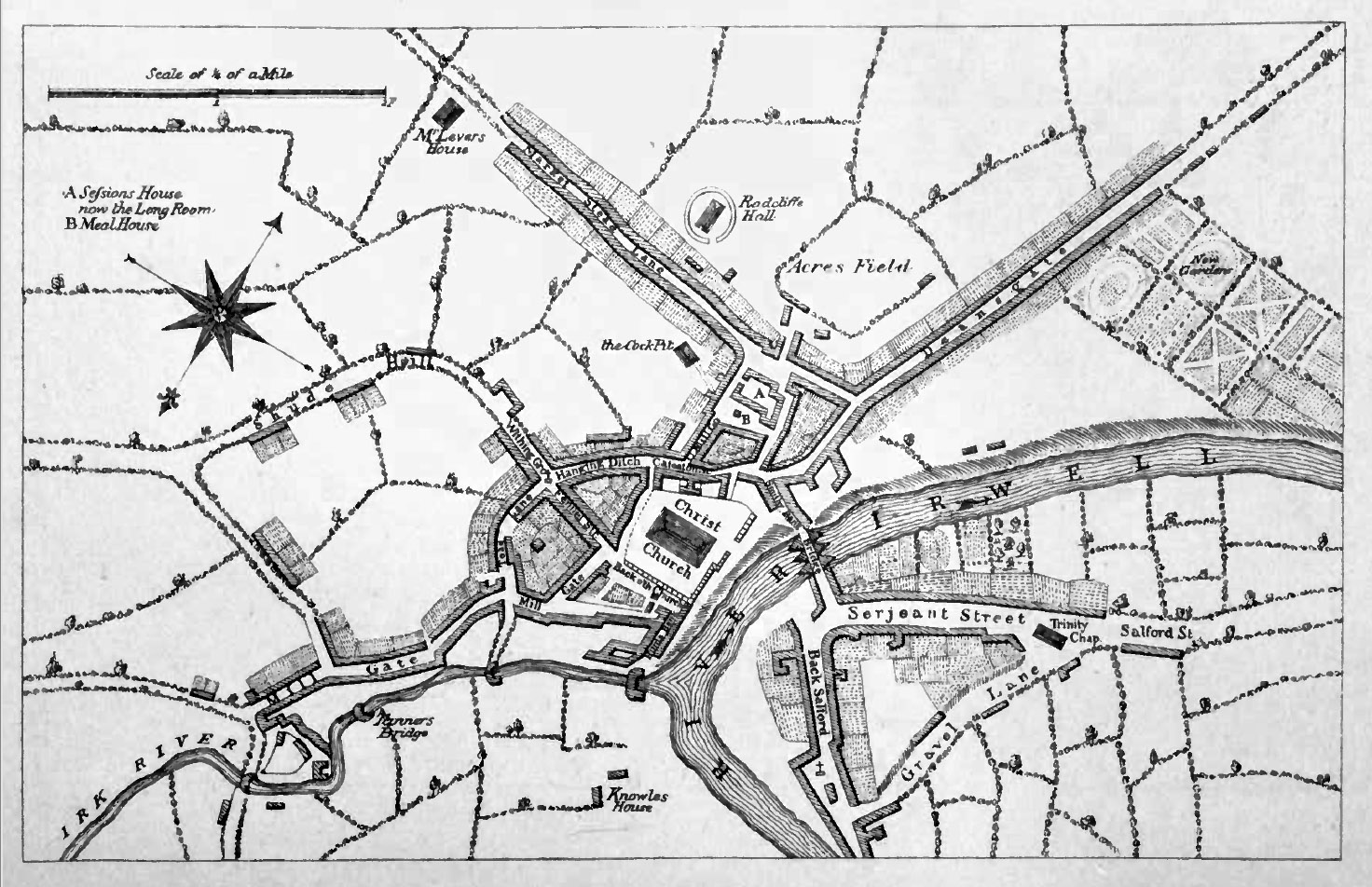
Carte de Manchester vers 1650.

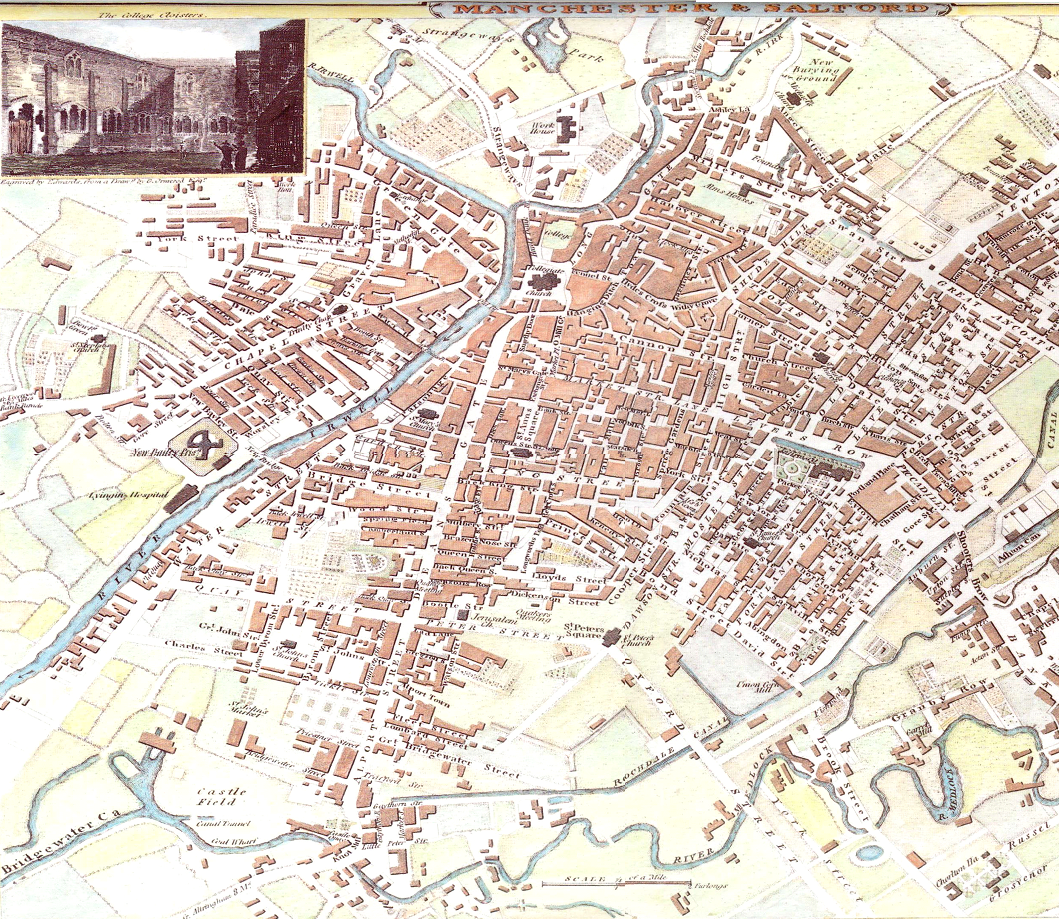
Carte de Manchester et de Salford en 1801.

Le seigneur Thomas de la Warre fonde une collégiale pour la paroisse de Manchester en 1421. L'église est aujourd'hui devenue la cathédrale de Manchester ; les anciens locaux de la collégiale abritent maintenant l'école de musique et la bibliothèque de Chetham,. On mentionne par ailleurs l'existence d'un marché à Manchester en 1282.
Vers le XIVe siècle, Manchester accueille un afflux de tisserands flamands. Pour certains, c'est cette immigration qui est à l'origine du développement de l'industrie textile dans la région. Manchester prend en effet une importance notable dans la fabrication et le commerce de lainage et de toile et, vers 1540, cette activité s'est développée à tel point que John Leland décrit la ville comme « la plus attirante, la mieux construite et la plus peuplée des villes de tout le Lancashire ». La cathédrale et les bâtiments de Chetham sont les seuls vestiges du Manchester de Leland qui nous sont parvenus.
Le XVIIe siècle voit l'usage du coton se développer significativement, tout d'abord avec la production de futaine (étoffe croisée et pelucheuse qui servait à faire des jupons, des doublures, des camisoles) en coton et lin, puis, vers 1750, avec la production de tissus en coton pur, qui devient alors d'usage plus courant encore que la laine. L'Irwell et la Mersey sont rendues navigables en 1736, ouvrant une route maritime entre Manchester et le port situé en aval sur la Mersey. Le canal de Bridgewater, première voie d'eau entièrement artificielle de Grande-Bretagne, est ouvert en 1761. Il permet d'apporter le charbon provenant de Worsley dans Manchester même. Le canal est prolongé vers la Mersey en 1776. Par ailleurs, les progrès de l'industrie permettent de réduire de moitié le coût du charbon et donc de diviser les coûts de transport du coton par deux,. Le marché de Manchester recueille à l'époque la majorité des textiles produits dans les villes environnantes. Une bourse de commerce est ouverte en 1729, et la présence de nombreux grands entrepôts facilite les échanges.
En 1780, Richard Arkwright commence la construction de la première usine de filage de coton,.

### La révolution industrielle

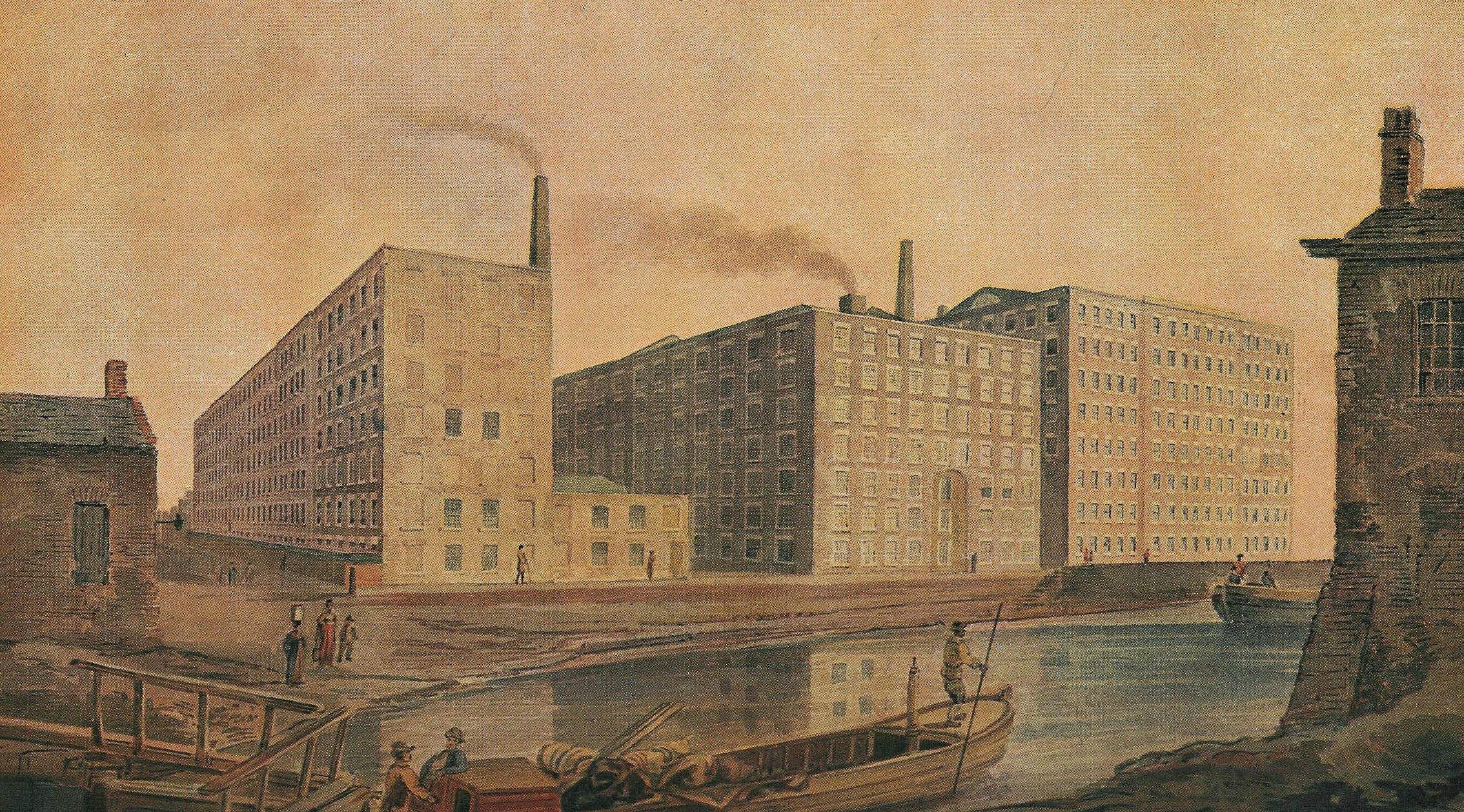
Usines de filage du coton à Ancoats vers 1820.

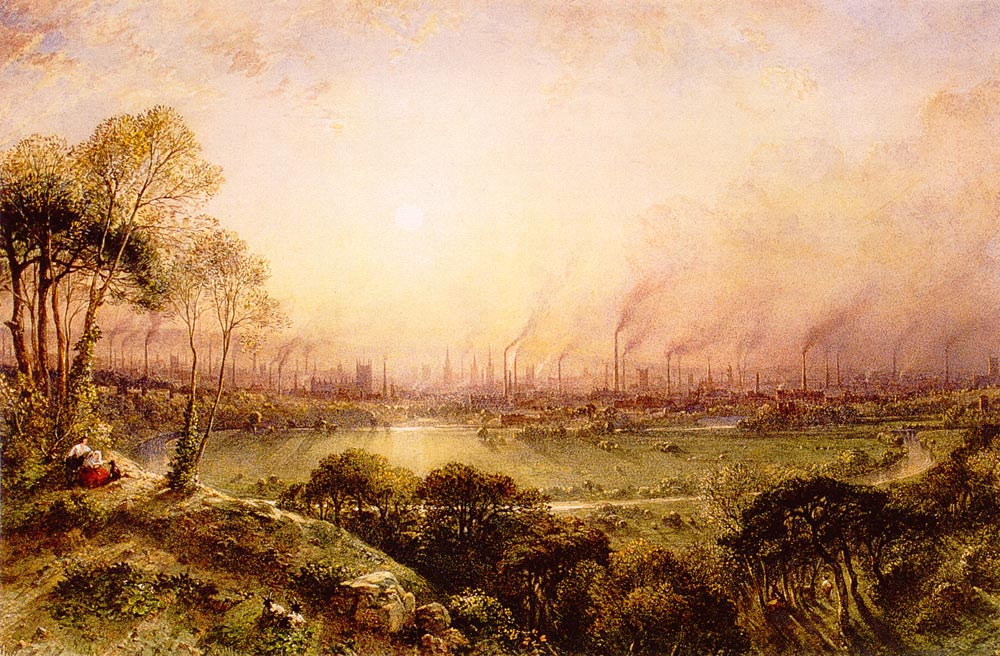
Manchester from Kersal Moor, par William Wyld en 1857. Manchester acquiert au début du XIXe siècle le surnom de « Cottonopolis » en raison de ses nombreuses usines de textile.

Durant la révolution industrielle, l'histoire de Manchester est fortement liée à celle de l'industrie textile. La grande majorité des usines de filage du coton se situe alors au sud du Lancashire et au nord du Cheshire, et Manchester est le siège d'une importante industrie de travail du coton, puis devient plus tard le plus important carrefour commercial pour les produits issus de cette industrie,. Ainsi, Manchester se voit surnommée « Cottonopolis », ou encore « la ville des entrepôts », durant l'ère victorienne. En Australie, en Nouvelle-Zélande et en Afrique du Sud, le terme « manchester » est utilisé pour désigner divers objets en toile de lin : draps, taies d'oreillers, serviettes, etc.
La ville de Manchester commence à s'étendre à une vitesse étonnante au milieu du XIXe siècle, à la faveur d'une urbanisation incontrôlée causée par la révolution industrielle. Un grand nombre d'industries s'implantent dans la ville, faisant d'elle en 1835 « sans conteste la ville la plus industrialisée du monde ». Les industries de construction mécanique fabriquent à l'origine des machines pour le travail du coton, mais se diversifient pour devenir plus générales. Par exemple, l’entreprise Nasmyth, Gaskell and Company spécialisée dans la fabrication de machines-outils et des locomotives est créée en 1836 dans le quartier de Patricroft à Salford, près de Manchester. De même, l'industrie chimique qui fabriquait initialement des produits de blanchiment et des colorants se tourne vers d'autres débouchés. Le commerce est soutenu par les banques et les assurances. De larges infrastructures de transport et de distribution sont mises en place pour approvisionner la population croissante en nourriture et autres biens de consommation : le système de canaux est étendu et Manchester devient le terminus du premier chemin de fer reliant deux villes – le Liverpool and Manchester Railway. La concurrence entre les différents moyens de transport permet de maintenir les prix assez bas. En 1878, le General Post Office, précurseur de British Telecom, vend ses premiers téléphones à une firme de Manchester.
Le canal maritime de Manchester (Manchester Ship Canal) est créé en canalisant les rivières Irwell et Mersey sur 58 km, de Salford à l'estuaire de la Mersey. Cela permet notamment aux bateaux en provenance de l'océan d'arriver directement au port de Manchester. Sur les rives du canal, à l'extérieur de la ville, la première zone industrielle du monde est créée à Trafford Park. De grandes quantités de machines, principalement destinées au travail du coton, sont exportées dans le monde entier.
La fin des guerres napoléoniennes en 1815 a eu pour conséquence des périodes de famine et de chômage chroniques qui étaient exacerbées par l'introduction des Corn Laws. Le 16 août 1819, un rassemblement ouvrier réunit près de soixante mille personnes pour réclamer l'établissement du suffrage universel. Sur ordre des magistrats, la marche est réprimée par la milice montée (la Yeomanry), avec l’aide de l’armée régulière. Au cours de la charge, 16 à 18 personnes sont tuées et plus de 650 blessées, dont environ un quart sont des femmes. Le « massacre de Peterloo » est depuis lors considéré comme l'un des évenements fondateur de l'histoire ouvrière britannique.

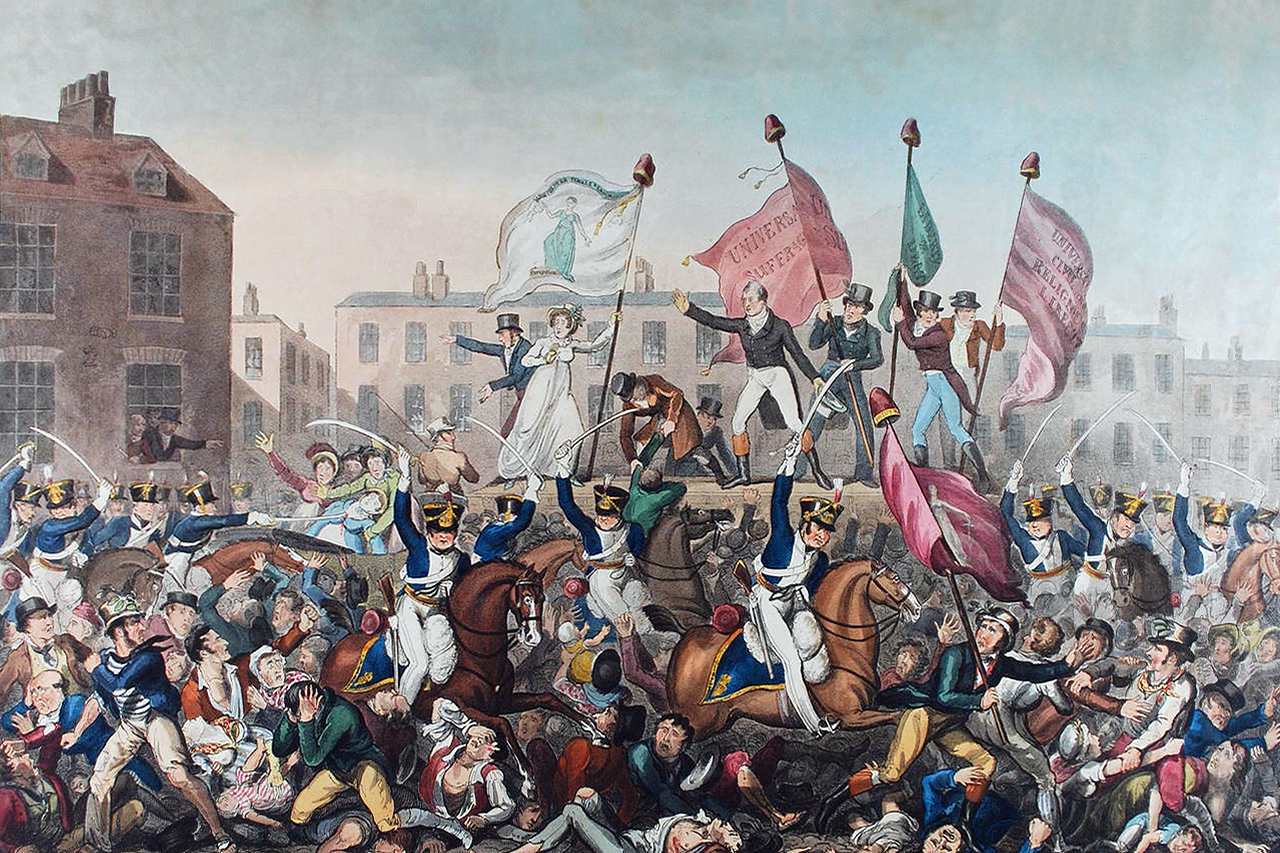
Le massacre de Peterloo de 1819 fait 15 morts et plusieurs centaines de blessés.

Occupant une place majeure dans le modèle économique capitaliste, Manchester est régulièrement le théâtre d'émeutes et autres manifestations du mécontentement de la classe ouvrière qui souhaite améliorer ses conditions de travail et de vie. L'exemple le plus célèbre est le massacre de Peterloo du 16 août 1819, au cours duquel la cavalerie chargea une manifestation pacifique de 60 000 à 80 000 personnes rassemblées pour demander une réforme de la représentation parlementaire, faisant 15 morts et plusieurs centaines de blessés. La ville est le sujet du livre de Friedrich Engels La situation de la classe laborieuse en Angleterre. Ce dernier a d'ailleurs vécu de longues années dans les environs de Manchester et connaît bien la ville. Le premier Trades Union Congress a lieu à Manchester (au Mechanics Institute, dans David Street) du 2 au 6 juin 1868. Manchester est également l'un des berceaux du Parti travailliste et du mouvement des suffragettes.
Manchester fait à cette époque preuve d'un dynamisme étonnant : de nouveaux processus industriels apparaissent, une nouvelle façon de penser (l'école de Manchester promeut le libre marché et la politique du « laissez-faire »), de nouvelles classes sociales, de nouvelles sectes religieuses et de nouvelles formes d'organisation du travail se développent dans la ville. Manchester attire alors des visiteurs érudits provenant de toute l'Europe. Un dicton illustrant ce fort sens de l'innovation explique : « ce que Manchester fait aujourd'hui, le reste du monde le fera demain »,,. Manchester atteint certainement son âge d'or au cours du dernier quart du XIXe siècle. Plusieurs des grands édifices publics de la ville, dont l'hôtel de ville, datent de cette époque. L'atmosphère cosmopolite et enthousiaste de la ville contribue à rendre dynamique sa vie culturelle, à travers l'orchestre Hallé notamment.
Si la révolution industrielle a fait la richesse de la ville, elle a aussi conduit une grande partie de la population à la misère. Ainsi, l'historien Simon Schama note que « Manchester représente le meilleur comme le pire dans des extrêmes effrayants, une nouvelle sorte de ville ; les cheminées des banlieues industrielles vous saluent avec des colonnes de fumée ».
Le nombre d'usines de coton de Manchester atteint un pic avec 108 unités en 1853. Par la suite, ce nombre commence à décroître et Manchester perd son statut de plus grand centre de filage du coton au profit de Bolton en 1850, puis de Oldham dans les années 1860. Toutefois, cette période de recul de l'activité textile correspond au développement de la ville comme centre financier de la région. Manchester poursuit la transformation du coton et, en 1913, 65 % du coton du monde est transformé dans la région. La Première Guerre mondiale interrompt un temps l'accès aux marchés extérieurs, et le travail du coton se développe un peu partout dans le monde, souvent avec des machines fabriquées à Manchester. Par la suite, la ville est très touchée par la Grande Dépression et les vieilles industries de la ville commencent à reculer, y compris les industries textiles.

### L'après-guerre
Comme tout le Royaume-Uni, la région de Manchester est très impliquée dans la Seconde Guerre mondiale. Par exemple, les ateliers de machinisme de la compagnie ferroviaire Beyer-Peacock and Company fabriquent des bombes, l'usine de caoutchouc Dunlop de Chorlton-on-Medlock fabrique des ballons de barrage, et à Trafford Park les ingénieurs de Metropolitan-Vickers font des bombardiers Avro Manchester et Avro Lancaster, tandis que Ford fabrique les moteurs Rolls-Royce Merlin destinés à ces avions. Manchester est la cible des bombardiers Heinkel 111 et Dornier 17 de la Luftwaffe à de très nombreuses reprises et, à partir de 1940, les raids aériens visent des cibles civiles. Le bombardement le plus important a lieu durant le « Christmas Blitz », pendant les nuits du 22 au 23 décembre et du 23 au 24 décembre 1940, quand environ 467 tonnes d'explosifs et plus de 37 000 bombes incendiaires s'abattent sur la ville. Une grande partie du centre historique est détruit, dont notamment 165 entrepôts, 200 établissements financiers et 150 bureaux. 376 personnes sont tuées et 30 000 maisons sont endommagées. La cathédrale de Manchester fait partie des bâtiments sérieusement endommagés, et sa restauration dure une vingtaine d'années.
Du 15 au 21 octobre 1945, la ville abrite le Congrès panafricain, auquel participe quelque 200 délégués représentant des organisations africaines et caribéennes.
La transformation et le commerce du coton continuent de s'effondrer après la guerre. En 1963 le port de Manchester est le troisième port du Royaume-Uni, et emploie plus de 3 000 hommes, mais le canal devient vite inutilisable pour les navires de plus en plus imposants. Le trafic décline donc progressivement, et le port finit par fermer en 1982. L'industrie lourde souffre à partir des années 1960, et est fortement réduite à la suite des réformes du gouvernement de Margaret Thatcher à partir de 1979. Manchester voit 150 000 emplois disparaître dans le secteur secondaire entre 1961 et 1983.
La ville entame sa reconstruction à la fin des années 1980, grâce à des initiatives telles que le Metrolink, le Bridgewater Concert Hall, le Manchester Evening News Arena et le réaménagement du port à Salford. Les deux tentatives pour accueillir les Jeux olympiques marquent également la volonté de la ville de retrouver un prestige international.
Manchester a connu au cours de son histoire diverses attaques attribuées à des républicains irlandais, comme les martyrs de Manchester en 1867, l'incendie de 1920, une série d'explosions en 1939 et deux bombes en 1992. À 11 h 20 le samedi 15 juin 1996, l'IRA fait exploser 1 500 kg d'explosifs dans une camionnette sur la Corporation Street près du carrefour avec Market Street. Cette bombe est la plus grosse ayant jamais explosé sur le sol anglais, et elle fait plus de 200 blessés (le secteur proche de la bombe a pu être évacué avant l’explosion), endommageant au passage plusieurs bâtiments voisins et faisant voler en éclats les vitres alentours. Le coût direct de cet attentat est estimé à l'origine à 50 millions de livres sterling, mais est rapidement revu à la hausse. Finalement, les dépenses s'élèvent à 400 millions de livres ; plusieurs commerces ne se remettent pas des pertes engendrées. D'autres quartiers ont été réaménagés à cette époque comme Hulme.

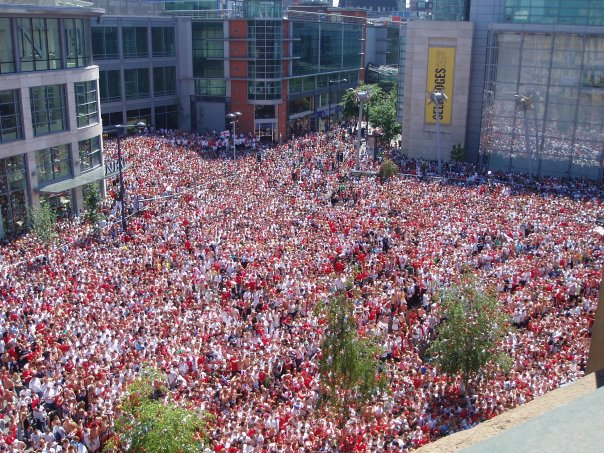
L'Exchange Square lors de la retransmission d'un match de la coupe du monde de football.

Grâce à l'investissement qui a suivi l'attentat de 1996 et aux XVIIe jeux du Commonwealth, le centre-ville de Manchester fait l'objet d'une reconstruction de grande envergure,,. Des lieux nouveaux ou rénovés comme The Printworks et The Triangle deviennent populaires pour faire du shopping ou se divertir. Le Manchester Arndale est le plus grand centre commercial du Royaume-Uni.
De vastes parties de la ville datant des années 1960 ont été détruites puis reconstruites, ou modernisées par l'emploi de matériaux comme le verre et l'acier. Les vieilles filatures ont été reconverties en appartement modernes, Hulme a subi une rénovation importante, et des appartements ont pu voir le jour. Avec ses 169 mètres et 47 étages, Beetham Tower, achevée en 2006, est le bâtiment le plus haut du Royaume-Uni en dehors de Londres, et le plus grand bâtiment à vocation résidentielle d'Europe de l'Ouest. Les 23 étages inférieurs constituent l'hôtel Hilton, et les 24 autres abritent des appartements. En janvier 2007, le Casino Advisory Panel accorde une licence à Manchester pour construire le seul supercasino du Royaume-Uni, afin de rénover les quartiers Est de la ville, mais en mars la Chambre des lords rejette le projet avant que la chambre des communes n'ait à se prononcer. Ce projet est aujourd'hui abandonné.
Le 22 mai 2017, un attentat-suicide à la sortie d'un concert d'Ariana Grande à la Manchester Arena, revendiqué par l'organisation État islamique, tue 23 personnes, dont l'attaquant, et en blesse plus de 800. Il s'agissait de l'attaque terroriste la plus meurtrière et du premier attentat-suicide en Grande-Bretagne depuis les attentats de Londres du 7 juillet 2005. Il a provoqué une condamnation dans le monde entier et a changé le niveau de menace du Royaume-Uni en « critique » pour la première fois depuis 2007.
Manchester est aujourd'hui considérée par la presse internationale, la population anglaise et certains ministres du gouvernement britannique comme la seconde ville du Royaume-Uni. Un sondage de 2007 réalisé par la BBC lui attribue la place de deuxième ville du Royaume-Uni devant Birmingham et Liverpool. Les critères de classement des villes sont en fait mal définis. Manchester n'est pas la deuxième ville par le nombre d'habitants, mais les critères culturels et historiques pèsent également pour obtenir cette reconnaissance pour certains. Ce titre, non officiel, est pourtant traditionnellement attribué à Birmingham, et ce depuis le début du XXe siècle.

## Démographie
| Pays de naissance | Population |
| ----------------- | ---------- |
| Pakistan          | 20 712     |
| Chine             | 8 781      |
| Irlande           | 8 737      |
| Pologne           | 6 836      |
| Nigeria           | 6 444      |
| Inde              | 6 434      |
| Somalie           | 3 645      |
| Jamaïque          | 3 528      |
| Algérie           | 3 204      |
| Bangladesh        | 3 138      |
| Syrie             | 2 809      |

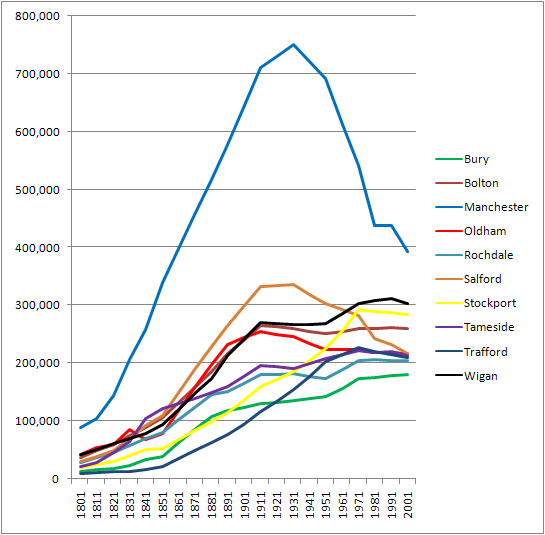
Population de Manchester et d'autres villes du Grand Manchester entre 1801 et 2001.

Le recensement du Royaume-Uni de 2011 a enregistré une population totale de 503 100 habitants, soit une augmentation importante de 19 % par rapport à 2001, alors que les recensements précédents faisaient état d'une diminution progressive de la population. La ville affiche ainsi la plus forte hausse parmi les grandes villes d'Angleterre en dehors de Londres. Il a été compté environ 92 000 jeunes de moins de 15 ans, 388 000 personnes âgées entre 16 et 75 ans et 23 000 plus de 75 ans. La zone urbaine entourant Manchester, définie par Eurostat et comprenant le reste du comté du Grand Manchester, comprend 2 682 528 habitants en 2011. Elle forme la seconde zone urbaine du Royaume-Uni après celle de Londres en nombre d'habitants.
Une étude de 2007 a montré que 60 % de la population de Manchester vit dans un des quartiers les plus démunis du Royaume-Uni. Une étude de 2006 note qu'avec 452 000 habitants au sein de son arrondissement métropolitain, Manchester est la ville la plus peuplée du nord-ouest de l'Angleterre. Historiquement, la population de Manchester a commencé à augmenter rapidement durant l'ère victorienne pour atteindre un pic de 766 311 en 1931. Elle a par la suite commencé à décroître rapidement avec la suppression de certains taudis de la ville et la construction de logements sociaux dans des villes satellites après la Seconde Guerre mondiale, comme Hattersley et Langley.
Les habitants de Manchester, comme ceux de nombreuses autres grandes villes, ont des confessions religieuses très diverses. Ainsi, la ville abrite la seconde communauté juive du Royaume-Uni après Londres, et elle a la plus grande population musulmane du Grand Manchester. La ville se démarque aussi par un pourcentage important de personnes qui se déclarent « sans religion ».
Sur le plan de la diversité ethnique, la ville de Manchester se classe au premier rang au sein du Grand Manchester et au 34e rang en Angleterre. Selon des estimations de 2005, 77,6 % de la population est de type européen, principalement composée de britanniques (71 % de la population totale) ou d'irlandais (3 % de la population). Certains ont des origines italiennes, et on estime d'ailleurs que 5,5 % de la population aurait des ancêtres italiens. 3,2 % de la population est métisse, avec 1,3 % de métisses des Caraïbes, 0,6 % de métisses africains et 0,7 % de métisses asiatiques). 10,3 % de la population est d'origine sud-asiatique, avec 2,3 % d'indiens, 5,8 % de pakistanais et 1 % de bangladais. On compte 2 % d'afro-caribéens et 2,7 % d'africains. Enfin, les Chinois représentent 2,3 % de la population de la ville. Les minorités ethniques sont principalement concentrées dans les quartiers de Moss Side, Longsight, Cheetham Hill et Rusholme. Le festival irlandais de Manchester, qui comprend la parade de la Saint-Patrick, est un des plus importants d'Europe. Il y a un quartier chinois dans Manchester où on trouve bon nombre de restaurants orientaux ainsi que des supermarchés chinois. De nombreux jeunes chinois viennent étudier dans les universités de la ville.
Suivant les estimations de 2005, le niveau de criminalité de la ville est supérieur à la moyenne nationale. Certaines parties de Manchester ont subi les effets indésirables d'une urbanisation rapide, comme le Moss Side ou le Wytenshawe où la criminalité est élevée. Ainsi, en 2006, le nombre de vols de voiture pour 1 000 habitants est de 8,9 contre 2,9 pour la moyenne nationale. Le nombre de crimes sexuels est de 1,9 pour mille habitants pour une moyenne nationale de 0,9. De même, les violences envers les personnes s'élèvent à 32,7 pour mille habitants à Manchester alors que la moyenne nationale est de 16,7.
L'espérance de vie dans la région de Manchester a reculé en 2020, dans un contexte de pandémie de Covid-19, de 1,2 an pour les femmes et de 1,6 an pour les hommes. Cette chute de 30 % plus marquée que la moyenne de l'Angleterre serait due au niveau de pauvreté plus élevé que la moyenne nationale.

## Administration

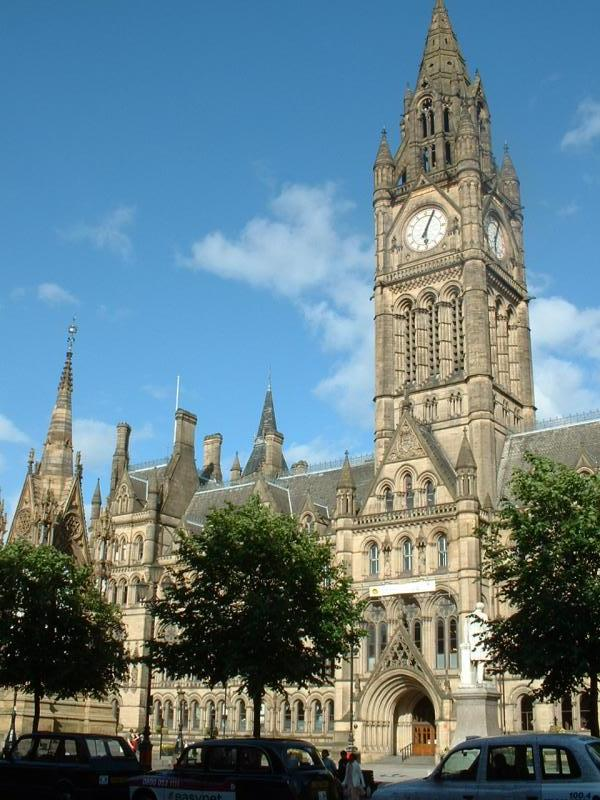
Le Manchester Town Hall, siège de la municipalité, est un exemple d'architecture gothique de l'ère victorienne.

Manchester est administré par le Manchester City Council. En effet, le Greater Manchester County Council cesse d'administrer la ville en 1986, et la cité devient alors une « unitary authority ». Depuis sa création en 1995, Manchester est membre de l'English Core Cities Group qui, entre autres, permet de promouvoir le statut économique, social et culturel de la ville au niveau international.
En 1301, Thomas Grelley donne une charte à la ville de Manchester, mais celle-ci perd son statut d'arrondissement lors d'un court case en 1359. Durant très longtemps, la ville de Manchester fait partie du comté du Lancashire. Nikolaus Pevsner écrit à ce propos que « le fait que Stretford et Salford ne forment pas une unité administrative avec Manchester constitue une des plus curieuses anomalies de l'Angleterre ». Un conflit entre des barons normands semble être à l'origine de la division entre Manchester et Salford, mais ce n'est pas cette dernière qui a été retirée de Manchester mais l'inverse, Manchester disposant d'un plus faible nombre de seigneurs. Du fait de ce clivage, Salford devient le chef-lieu du Salfordshire, qui inclut l'ancienne paroisse de Manchester. Cette dernière forme plus tard son propre Poor Law Union portant son nom. En 1838, la ville retrouve son statut d'arrondissement, et comprend les villes de Beswick, Cheetham Hill, Chorlton-on-Medlock et Hulme. En 1853, la ville est promue au rang de « city ».
En 1885, Bradford, Hapurhey, Rusholme et des fractions de Moss Side et Withington intègrent la City de Manchester. En 1889, la ville devient le chef-lieu du comté de Manchester, et n'est dès lors plus rattachée au Lancashire. Entre 1890 et 1933, de nouvelles zones sont mises sous l'administration de la ville et retirées du Lancashire, comme les villages de Burnage, Chorlton-cum-Hardy, Didsbury, Fallowfield, Levenshulme, Longsight, et Withington. En 1931 les paroisses de Baguley, Northenden et Northen Etchells, situées au sud de la Mersey, passent du comté du Cheshire à celui de Manchester. En 1974, et à la suite du Local Government Act 1972, Manchester devient un district métropolitain du comté métropolitain du Grand Manchester. Cette même année, Ringway, où se situe l'aéroport de Manchester, est adjoint à la ville.

## Économie
Dès le XVIe siècle, la région de Manchester est connue pour ses industries du lin et de la laine, mais c'est à partir de 1600 que le coton fait son apparition et va peu à peu assurer la fortune de la ville. L'importation du coton via le port de Liverpool, le réseau dense de canaux, la pureté des eaux provenant de la chaîne des Pennines, l'hygrométrie élevée et la main-d'œuvre importante sont les facteurs qui ont permis le développement rapide de l'industrie de ce textile et de ses activités annexes. Le coton anglais se vend alors dans le monde entier et c'est la bourse spécialisée de Manchester qui est le centre nerveux de ce commerce.
Manchester est au premier plan lors de la révolution industrielle du XIXe siècle, et devient un important centre de production industrielle. L'économie de la ville est aujourd'hui principalement basée sur les services. En 2007, la ville présente la croissance la plus importante du Royaume-Uni, et c'est la seconde ville dans laquelle les entreprises investissent après Londres. Le Manchester's State of the City Report a observé que les activités majeures de la ville sont les services professionnels et financiers, les industries des sciences de la vie, la culture, les médias et les communications. En 2007 et 2008 la cité se classe au deuxième rang des villes où il est intéressant de faire des affaires au Royaume-Uni, et atteint même le quatorzième rang européen en 2008.
Le Grand Manchester représente plus de 42 millions de livres de valeur ajoutée brute, et se classe ainsi au troisième rang anglais. C'est l'un des plus grands centre financier en Europe avec plus de 15 000 personnes employées dans les banques et la finance et 60 compagnies bancaires. The Co-operative Group, plus grand groupe détenu pas des consommateurs, est basé à Manchester et constitue un des plus grands employeurs de la ville. De nombreux services de juriste, comptabilité, management et autres services techniques ou professionnels existent à Manchester.
Le quartier d'affaires se trouve dans le centre-ville de Manchester, adjacent à Piccadilly et concentré sur la Mosley Street, le Deansgate, King Street et Piccadilly. La zone de Spinningfields, située à l'ouest de Deansgate, se développe actuellement pour accueillir des bureaux, diverses infrastructures commerciales et des tribunaux. Plusieurs entreprises s'y sont basées, et un centre de justice civil y a ouvert en octobre 2007,,.
Manchester tient une place prédominante dans le commerce, l'éducation et la culture du nord-ouest de l'Angleterre, et se classe au troisième ou quatrième rang des villes à la plus forte activité de ventes au détail,,. Dans le centre-ville, on retrouve de nombreuses boutiques de grande renommée telles que Vivienne Westwood, Emporio Armani, DKNY, Harvey Nichols, Chanel, Hermès et Louis Vuitton. La ville a plusieurs galeries marchandes, parmi lesquelles on retrouve notamment le Manchester Arndale, plus grande galerie marchande du Royaume-Uni.

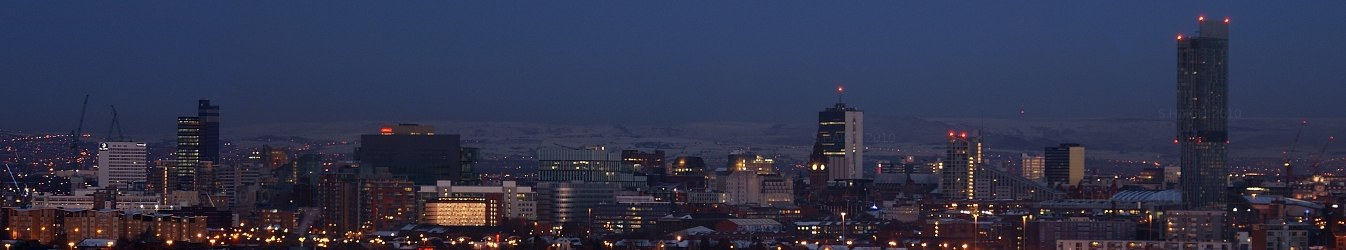
Vue panoramique de Manchester lors du réveillon de Noël 2010.

## Culture

### Arts

#### Musique

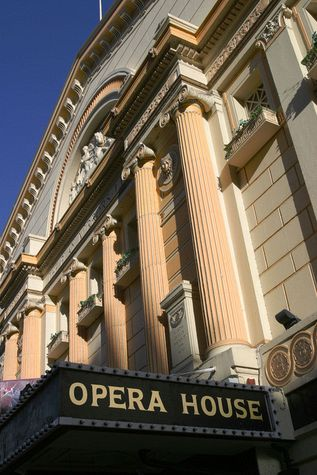
Manchester Opera House, une des plus grandes scènes de la ville.

Manchester dispose de deux orchestres symphoniques, le Hallé Orchestra et le BBC Philharmonic Orchestra. Le premier est fondé en 1858. Il est actuellement dirigé par Sir Mark Elder. Le BBC Philharmonic Orchestra est créé en 1922 et est dirigé aujourd'hui par Juanjo Mena. Il y a aussi un orchestre de chambre, le Manchester Camerata. En 1950, la ville abritait la Manchester School, formée de compositeurs classiques parmi lesquels Harrison Birtwistle, Peter Maxwell Davies, David Ellis et Alexander Goehr. Le Royal Northern College of Music et l'école de musique de Chetham sont les principales écoles de musique de la ville. On peut aller écouter de la musique classique à Free Trade Hall dans la Peter Street, mais aussi au Bridgewater Hall, ouvert en 1996. Ce dernier dispose de 2 500 places.
La Manchester Evening News Arena est la principale salle de concert de musique pop. Elle est située à côté de la gare Victoria et constitue avec ses 21 000 places la plus grande salle de ce type en Europe,. C'est une des salles de concert les plus populaires au monde avec Madison Square Garden à New York et The O2 Arena de Londres. Les autres principales salles de spectacles sont Manchester Apollo et Manchester Academy, ainsi que le Bierkeller, le Roadhouse, le Night and Day Cafe et le Ruby Lounge, plus modestes.
Les plus célèbres groupes originaires de Manchester sont The Smiths, les Buzzcocks, The Fall, Joy Division et New Order qui lui succède, Oasis et Doves. Manchester semble avoir été une force motrice pour la région à travers ses groupes de rock indépendant des années 1980 comprenant Happy Mondays, Inspiral Carpets, James, et The Stone Roses. Ces groupes ont constitué ce qui est devenu la scène « Madchester », également centrée sur Fac 51 Haçienda, connu comme The Haçienda et créé par le fondateur de Factory Records, Tony Wilson. Bien qu'originaires du sud du pays, les membres de The Chemical Brothers ont formé leur groupe lorsqu'ils faisaient leurs études à Manchester. L'ancien leader des Stone Roses, Ian Brown, et l'ancien membre des Smiths, Morrissey, poursuivent des carrières solos fructueuses. Take That et Simply Red sont d'autres célèbres représentants de la ville. Par ailleurs, A Guy Called Gerald, Richard Ashcroft de The Verve et Jason Kay de Jamiroquai sont autant d'artistes natifs du Grand Manchester. Dans les années 1960, la scène de Manchester était également très bien représentée avec The Hollies, Herman's Hermits et les Bee Gees, qui bien qu'on les associe souvent avec l'Australie, ont grandi à Chorlton.

#### Littérature
Au XIXe siècle, Manchester représente à travers la littérature qui lui est associée les changements que l'industrialisation a amené en Angleterre. C'est notamment le cas dans Mary Barton: A Tale of Manchester Life (1848), le roman d'Elizabeth Gaskell, qui a vécu et travaillé à Manchester. Mais Mary Barton n'est pas le seul de ses romans à se dérouler dans la ville. Ainsi, Nord et Sud, adapté avec succès par la BBC dans North and South, se déroule dans la ville industrielle en pleine expansion de « Milton », qui n'est autre que Manchester. Cette même auteur a également écrit une biographie de Charlotte Brontë, et demeure une écrivaine classique de la littérature anglaise. Dans son roman paru en 1876 en trois volumes The Manchester Man, Isabella Banks dépeint d'une manière assez réaliste la ville de l'époque des guerres napoléoniennes au premier Reform Act. Elle y fait référence à certains évènements qui ont marqué la ville comme le massacre de Peterloo de 1819 ou les émeutes contre les Corn Laws. Charles Dickens a placé l'action de son roman Les Temps difficiles dans la ville, et bien qu'il prenne beaucoup modèle sur Preston, on retrouve l'influence de son amie Elizabeth Gaskell. Plus récemment Maurice Procter a écrit divers romans policiers, dont Hell is a City, en 1954, qui se déroule dans la ville.
Parmi les autres auteurs mancuniens célèbres, on compte Anthony Burgess, qui a notamment écrit L'Orange mécanique, œuvre qui sera adaptée au cinéma par Stanley Kubrick, mais également Frances Hodgson Burnett, connue pour être l'une des pionnières du roman d'apprentissage pour enfants, Thomas de Quincey, William Harrison Ainsworth, Paul Johnson ou Howard Jacobson. Carol Ann Duffy, professeur de poésie contemporaine à l'université métropolitaine de Manchester, a été nommée poète lauréat de Grande-Bretagne en mai 2009

### Théâtres

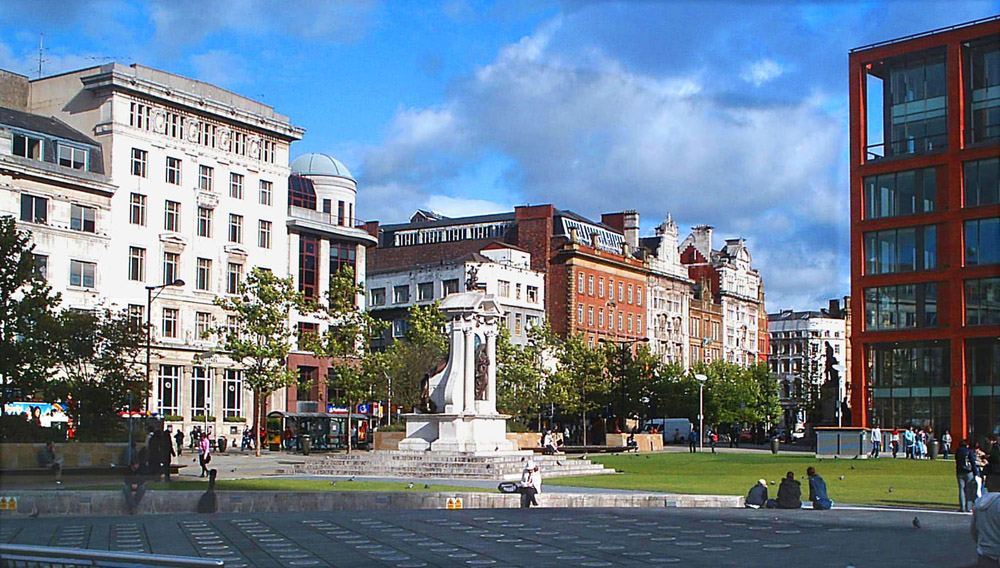
Les jardins de Piccadilly, au centre de Manchester.

Parmi les plus grandes salles de théâtre de la ville, on compte le Manchester Opera House, le Palace Theatre, le Royal Exchange Theatre et le Lowry, à Salford. On trouve également des salles plus modestes comme le théâtre de la bibliothèque, situé dans la Manchester Central Library, la Green Room, le Contact Theatre et le Studio Salford.

### Musées

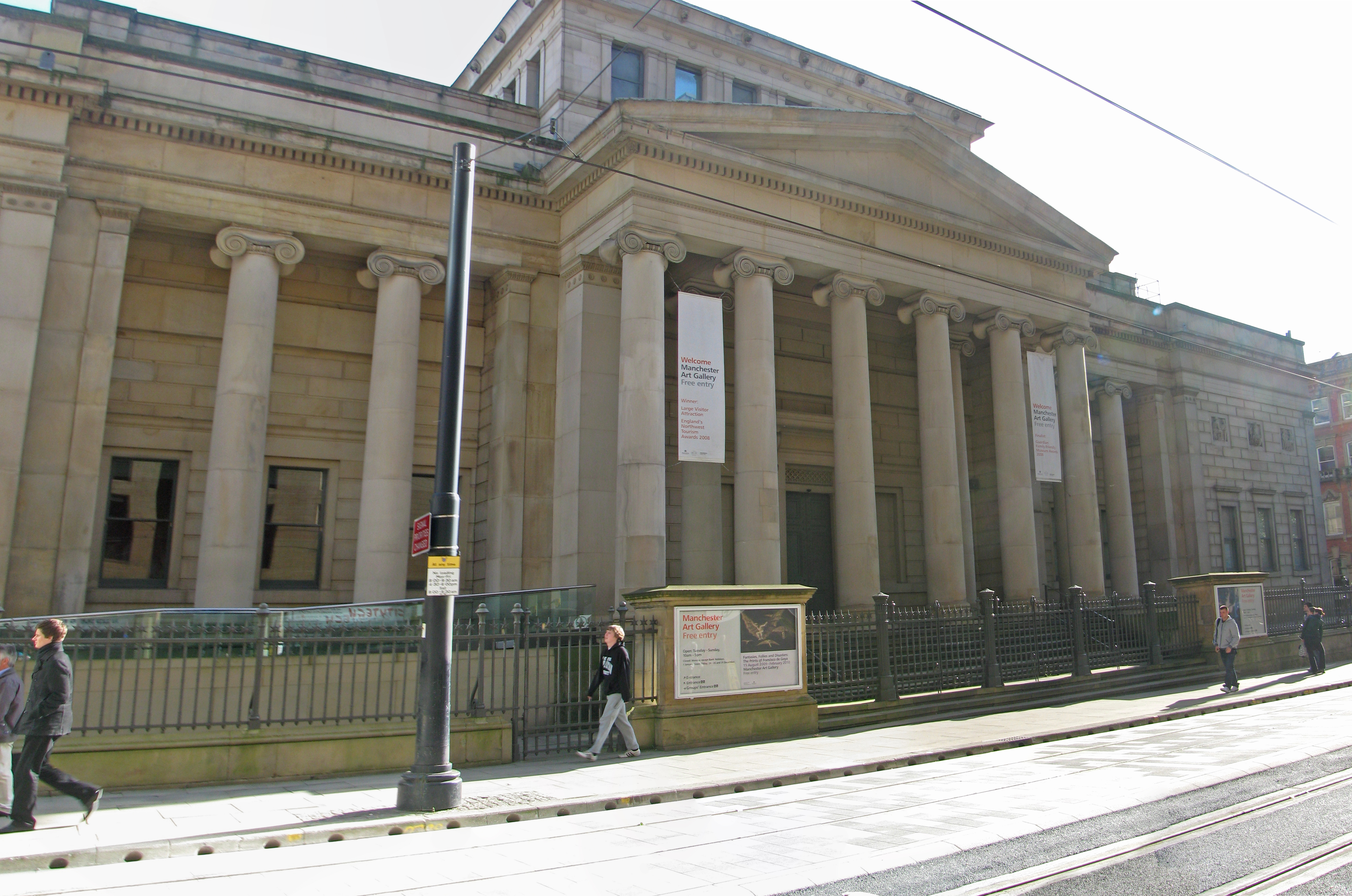
La City Art Gallery.

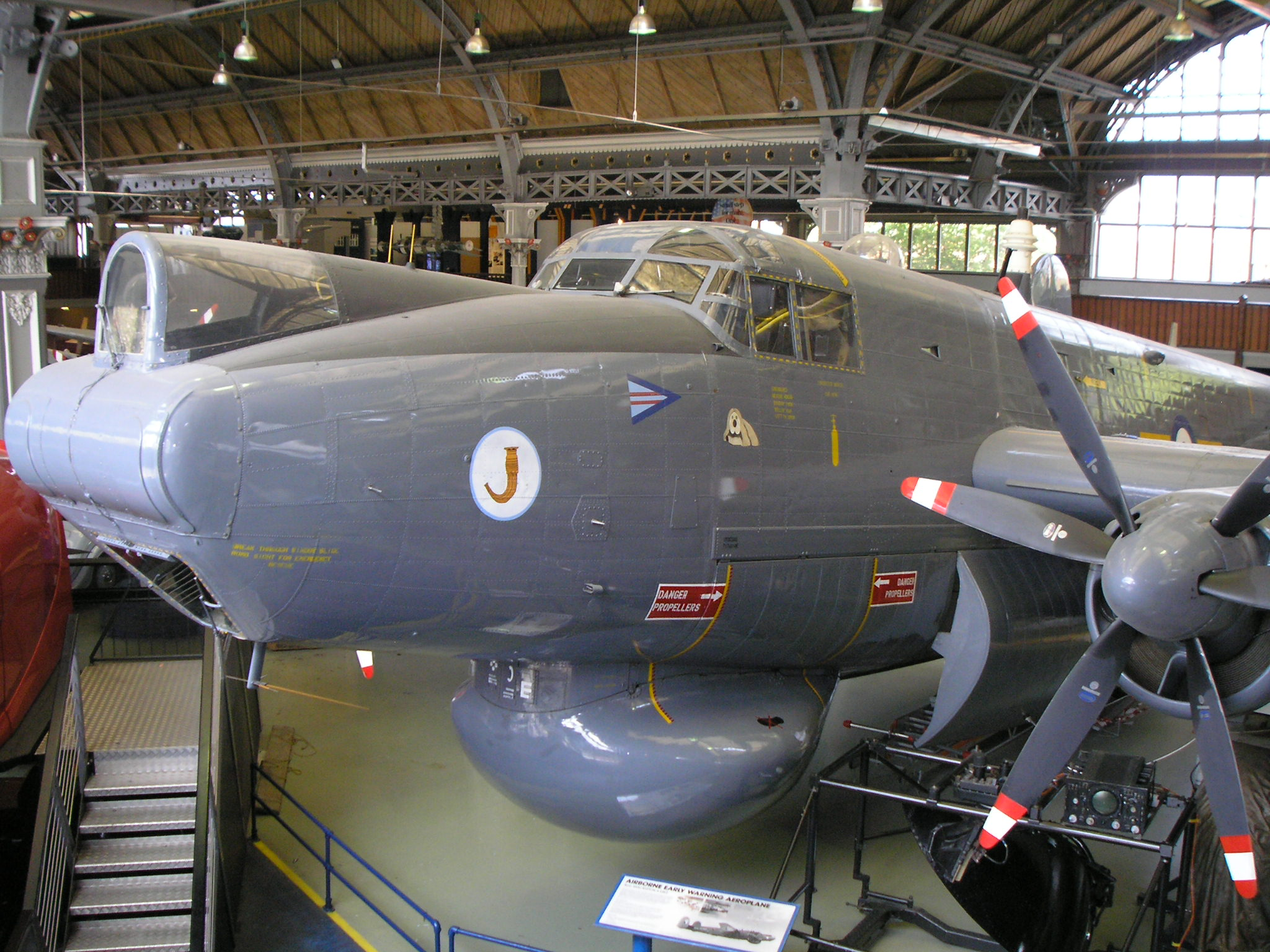
Le Musée des Sciences et de l'Industrie.

Manchester héberge un grand nombre de musées publics et de galeries d'art. Ils commémorent notamment l'histoire romaine de la ville, son riche héritage industriel et son rôle dans la révolution industrielle, l'industrie du textile, les syndicats professionnels, le vote des femmes et le football. Dans le district de Castlefield, une partie d'un fort romain de Mamucium rebâti est ouvert au public. Le Musée des Sciences et de l'Industrie, qui se situe dans la Liverpool Road railway station, présente au public une large collection de locomotives à vapeur, des machines industrielles et des avions. Le Musée des Transports recueille une collection d'anciens bus et trams de la ville Salford Quays, non loin du centre-ville, à Trafford, accueille l'Imperial War Museum North. Le Manchester Museum ouvert au public depuis les années 1880 présente des galeries d'égyptologie et d'histoire naturelle de grande qualité. Dans l'ancienne synagogue des Espagnols et des Portugais (1874), le Musée juif de Manchester retrace l'histoire des Juifs de la ville, du XVIIIe siècle à aujourd'hui, alors que la communauté actuelle est forte de 40 000 personnes. Quant au National Football Museum, il présente l'histoire du football anglais depuis 2001.
La Manchester Art Gallery, appartenant à la municipalité et située à Mosley Street, expose une collection permanente de tableaux de peintres européens, et possède l'une des plus importantes collections préraphaélites du Royaume-Uni,.
Dans le sud de la ville, la Whitworth Art Gallery présente de l'art moderne, des sculptures et du textile. Il y a d'autres espaces d'exposition à Manchester comme le Cornerhouse, le centre Urbis, la Manchester Costume Gallery à Platt Fields Park, le People's History Museum et le Manchester United Museum dans le stade de Old Trafford.
Les œuvres du peintre natif de Stretford Laurence Stephen Lowry, célèbre pour ses peintures du Manchester industriel et de Salford peuvent être vues à la Manchester Art Gallery, à la Whitworth Art gallery et au centre d'art The Lowry à Salford Quays (dans la commune de Salford).

### Manchester la nuit
L'économie de la nuit s'est développée depuis 1993 à Manchester, avec l'investissement de quelques brasseries dans des bars, clubs et autres boîtes de nuit, avec l'appui des autorités locales. Les plus de 500 établissements disposant de licences dans le centre-ville ont la capacité d'accueillir plus de 250 000 visiteurs, avec environ 110–130 000 personnes les visitant lors d'un soir de weekend typique. L'économie de la nuit représente un chiffre d'affaires annuel de 100 millions de livres sterling, et emploie 12 000 personnes.
La scène surnommée « Madchester », qui apparaît dans les années 1980, et au sein de laquelle on retrouve certains groupes comme The Stone Roses, les Happy Mondays, Inspiral Carpets, 808 State, James et The Charlatans, est basée autour de boîtes de nuit comme The Haçienda. Cette période a été l'objet du film 24 Hour Party People. La plupart des boîtes de nuit souffraient du crime organisé à cette époque ; Haslam en décrit une où le personnel était tellement terrorisé qu'il arrivait régulièrement que des personnes entrent et consomment sans payer, et où la drogue était vendue en toute liberté. À la suite d'une série d'accidents violents liés à la drogue, The Hacienda ferme en 1997.

### Le village gay
Les bars de Canal Street accueillent une clientèle gay depuis au moins 1940, et forment aujourd'hui la base de la communauté homosexuelle de la ville. Le premier supermarché gay du Royaume-Uni y est ouvert, et la zone reçoit 20 000 visiteurs chaque week-end et voit se dérouler un festival populaire au mois d'août depuis 1991. La série télévisée Queer as Folk se tient dans cette partie de la ville.

## Architecture

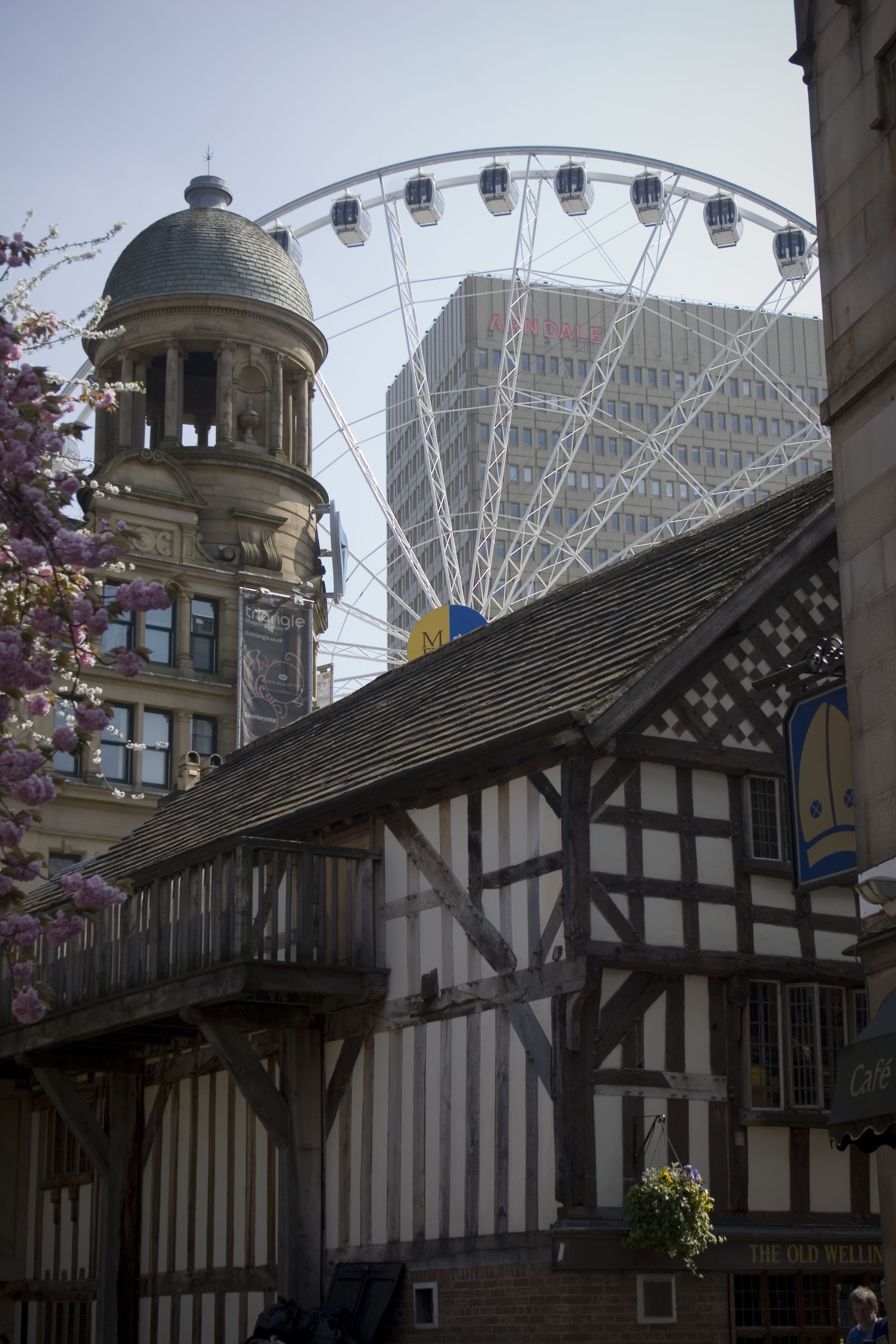
Shambles Square, le Corn Exchange, la grande roue de Manchester et le centre commercial Arndale.

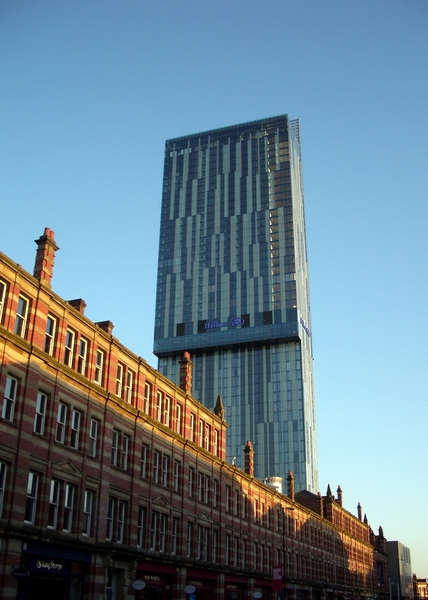
La tour Beetham, à Deansgate, immeuble le plus haut de la ville jusqu'en 2018.

Une grande variété de styles architecturaux est représentée à Manchester, avec une prédominance du style victorien et de l'architecture contemporaine. La ville se caractérise notamment par l'emploi de brique rouge dans une part importante des bâtiments de la ville. L'industrie textile (cotonnière) a largement contribué aux formes urbaines et reste très importante dans le patrimoine bâti de la ville actuelle. Ainsi, de nombreux entrepôts et sièges d'entreprises textiles subsistent dans le centre-ville (transformés en bureaux, hôtels ou logements), et on trouve à sa proximité immédiate nombre d'anciennes usines textiles (filatures et tissages de coton surtout). Certaines d'entre elles sont demeurées telles qu'elles étaient à leur fermeture, tandis que d'autres ont été aménagées en espaces résidentiels ou en bureaux.
Peu de vestiges subsistent de la ville médiévale : quelques rares maisons à colombage (reconstruites) et surtout la remarquable collégiale, devenue cathédrale
La cathédrale de Manchester est de style gothique et date pour l'essentiel du XVe siècle, en dépit d'une restauration très lourde à partir du milieu du XIXe siècle. Elle est notamment remarquable pour ses chapelles privées (chantry chapels) et pour les stalles de son chœur, ornées de gravures et souvent considérées comme parmi les plus belles d'Angleterre. Au nord l'école et la bibliothèque Cheltham (Chetham's School & Library) font partie du complexe de la collégiale d'origine ; ils occupent les anciens locaux dévolus aux chanoines. Miraculeusement préservés ces bâtiments, pour partie du XVe et du XVIIe siècle (reconstruction après la guerre civile) ont été affectés à une école pour les pauvres (Bluecoat school) et une bibliothèque publique. Ils constituent l'un des meilleurs exemples de ce type de fondation au Royaume-Uni.
Quelques rares bâtiments témoignent de la prospérité de Manchester à l'époque de la Restauration et au XVIIIe siècle ; l'église Ste Anne (1709) en est le principal, auquel on peut ajouter divers lotissements de maisons bourgeoises.
Le premier XIXe siècle a laissé de nombreux bâtiments de grande valeur architecturale : clubs, édifices publics ou religieux, bâtiments commerciaux, parmi lesquels la bibliothèque Portico de Thomas Harrison (1802-1806), le musée d'art (City Art Gallery) de Charles Barry (1824-1835), le "Theatre Royal" de Irwin & Chester (1845), la succursale de la Banque d'Angleterre de Charles Cockerell (1846), le "Friends Meeting House" de Richard Lane, l'ancienne église St Georges à Hulme (transformée en appartements) de Francis Goodwin (1826-28) et les églises catholiques St Wilfried de A.W.N. Pugin à Hulme (1842) et Ste Marie (the "Hidden jewel") de Weightman & Hadfield (1848) près de l'hôtel de ville.

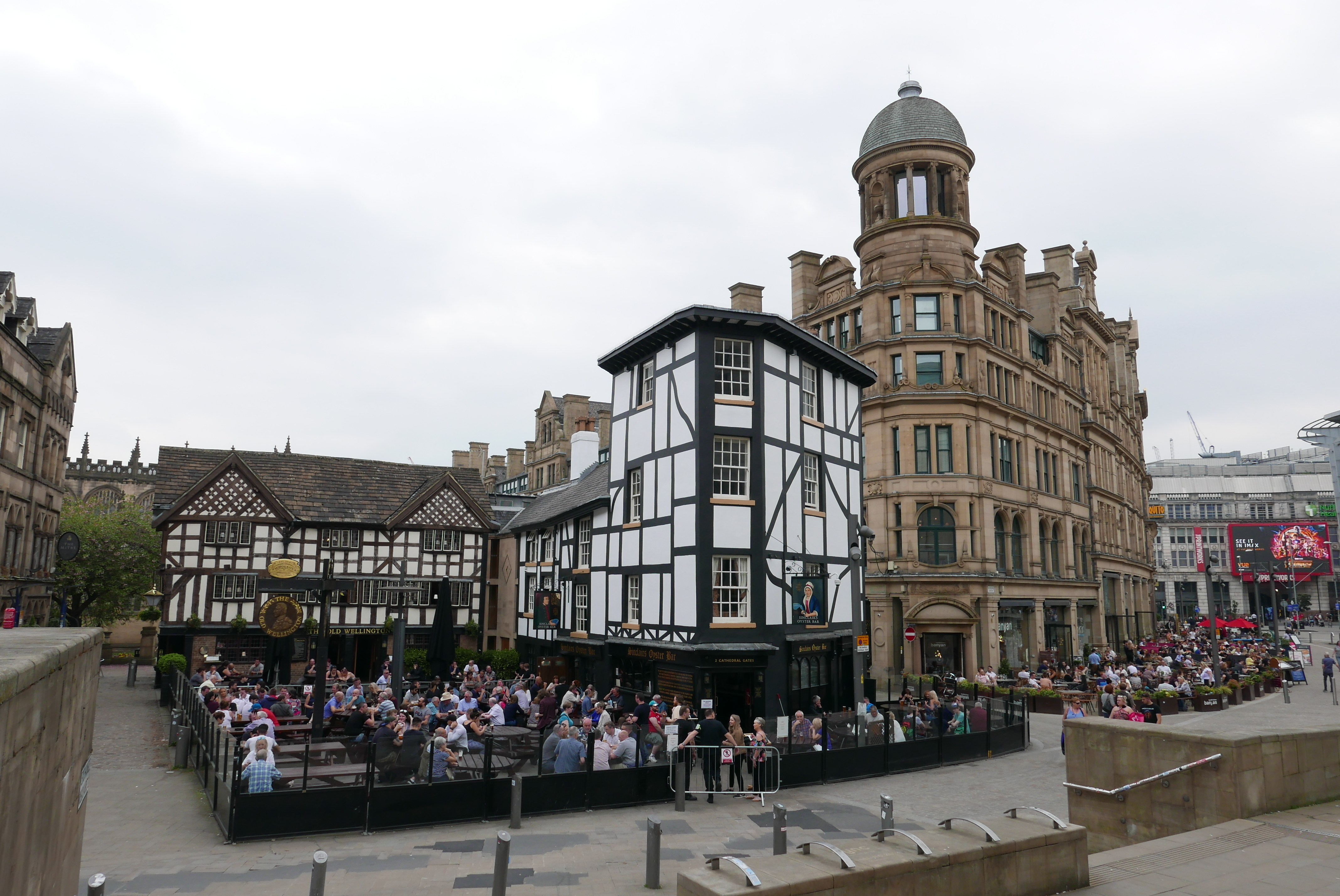
Quartier dans le centre ville: The Shambles

L'hôtel de ville, située à Albert Square, est construit en style néogothique, et est considéré comme le plus important édifice public de ce type en Angleterre à l'ère victorienne. Il a été conçu par Alfred Waterhouse, vainqueur d'un concours pour lequel 137 projets furent présentés, et édifié de 1867 à 1877. En dépit d'une certaine image pittoresque de l'extérieur, le plan est très simple et rationnel et utilise au mieux le caractère triangulaire du site. Sa tour s'élève à 87 m, et sa façade comporte des gravures représentant des personnages remarquables de l'histoire de la ville. L'intérieur est également richement décoré, avec au sol des mosaïques, l'entrée et les dégagements du rez-de-chaussée sont décorés de statues des grands hommes locaux et sur les murs du Grand hall sont décorés de toiles et de fresques réalisées par Ford Madox Brown et retraçant l'histoire de Manchester. Il a parfois été utilisé au cinéma à la place du palais de Westminster dans lequel il est interdit de filmer,. Une extension de l'hôtel de ville a été réalisée de 1934 à 1938 par E. Vincent Harris, déjà auteur en 1930 de l'impressionnante Bibliothèque centrale (Central Library) voisine.
D'autres bâtiments illustrent la prospérité de la ville entre 1850 et la Première Guerre mondiale ; ils recourent tous aux styles historiques en faveur à l'époque : styles néogothique surtout (bâtiments publics et églises anglicanes notamment) mais aussi néo-renaissance voire néo-baroque (banques, bâtiments commerciaux, civiques ou églises "non conformistes") ou même néo-roman (églises catholiques surtout) avant que n'émerge une version très atypique de l'Art nouveau (massive et géométrique). Il serait difficile de citer tous les bâtiments intéressants de cette époque ; on peut néanmoins mentionner quelles édifices représentatifs : des entrepôts monumentaux - tel le "Watts Warehouse" (transformé en hôtel) de Travis et Mangnall (1851-56) - des banques - comme la "Royal Bank of Scotland" de Edward Walters (1862) ou la "Parrs Bank" de Charles Heathcote (1902) - des salles de spectacle ou de conférence - comme le "Free Trade Hall" de Edward Walters (1853-58) dont seule la façade a survécu aux bombardements allemands - d'autres équipements culturels ou éducatifs - comme la Bibliothèque John Rylands de Basil Champneys (1890-99) ou le complexe de l'université de Manchester d'Alfred et Paul Waterhouse (1883-1902)- des services - comme la "Royal Infirmery" de E.T. Hall (1905-08), le "Royal exchange" de Bradshaw, Gass et Hope (1914-21) ou l'ancien immeuble du YMCA (aujourd'hui "St George's house") de Woodhouse, Corbett & Dean (1907-11) ou encore des premiers immeubles de bureaux - comme Lancaster House de Harry S. Fairhurst (1905-10).

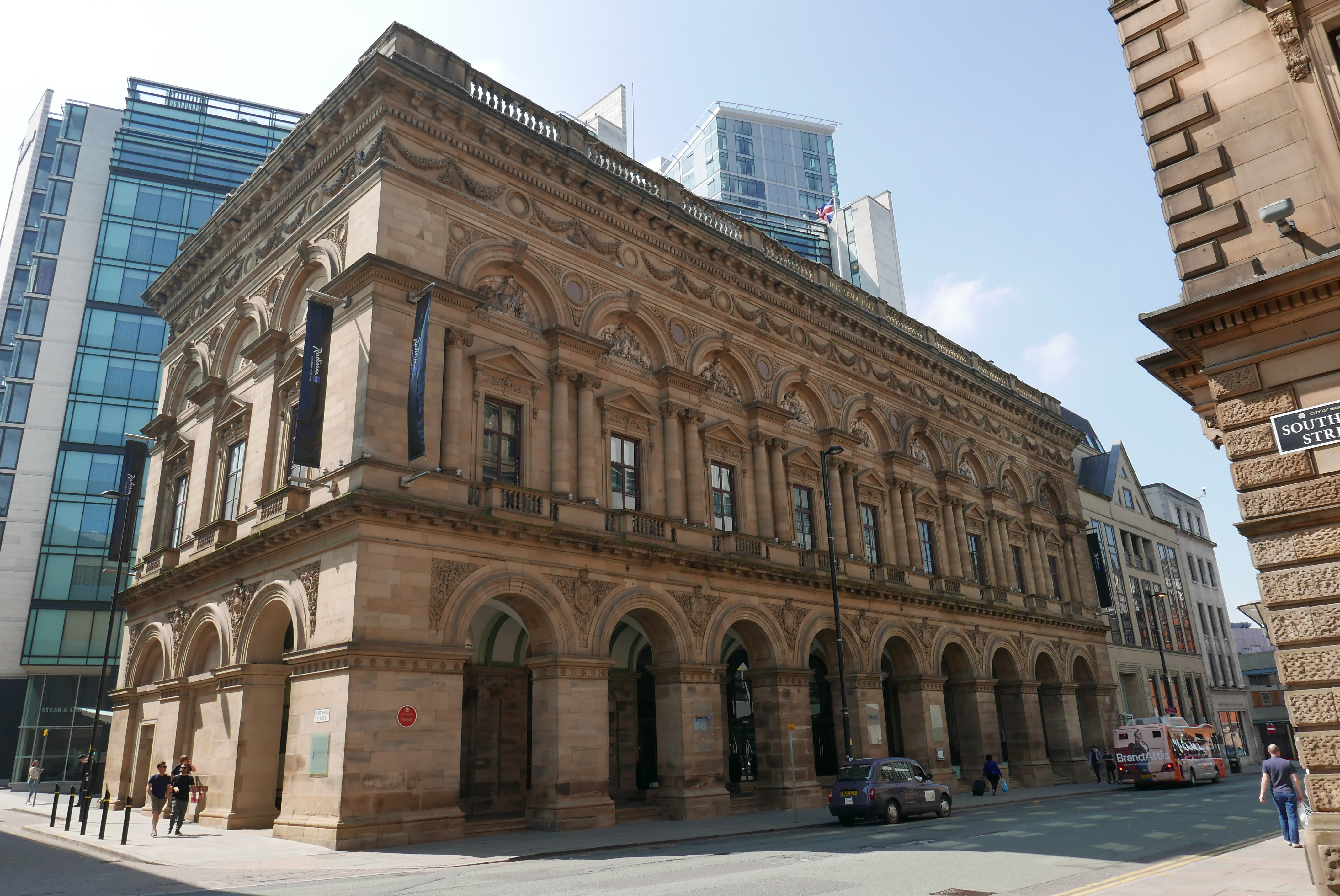
Lesser Free Trade Hall

Dans l'entre deux guerres, les mêmes types de bâtiments sont construits mais les styles historiques sont abandonnés au profit d'un rationalisme classicisant teinté d'Art déco., un mouvement dont l'architecte le plus représentatif est Sir Edwin Lutyens, auteur de la "Midland Bank" (1928/1933-35). De nouveaux programmes apparaissent cependant comme les grands magasins "Kendal Milne's" de J.S. Beaumont (1939) tandis que quelques rares architectes proposent des bâtiments inspiré du moderniste hollandais, comme le "Redfern House" de W.A. Johnson (1936) ou le "Daily Express Building" de Sir Owen Williams (1939).
Manchester est très éprouvée par les bombardements allemands de la Seconde guerre mondiale et de nombreux bâtiments, du centre-ville notamment, sont détruits. La reconstruction va se faire dans un contexte de difficultés économiques et dans une logique de forte spécialisation des secteurs urbains ; le centre-ville est désormais divisé entre secteur commercial, zones de service et d'emplois tertiaires. dans les années 1960, un gigantesque centre commercial couvert " Arndale centre" est implanté au cœur de la ville. De nombreux immeubles de bureaux sont alors construits, comme le "Piccadilly Plaza" de Covell Mathews & partners (1959-65), ou la "Gateway house" de Picadilly station de Richard Seifert & partners (1967-69) ou la tour CIS, de G.S. Hay & Gordon Tait (1959-62) située près de la gare Victoria. C'est aussi une époque d'intense activité en matière d'équipements publics, en particulier universitaires : on peut citer le bâtiment des mathématiques de l'Université de Manchester de Scherre et Hicks (1968) ou l'usine pilote d'ingénierie chimique de l'Institut des Sciences et de la technologies (UMIST) de H.M. Fairhurst (1966).
À partir des années 1980, une série de programmes de reconquête urbaine ("urban regeneration") vont être initiés dans le centre-ville et à sa proximité immédiate, le plus souvent dans le cadre d'un partenariat entre secteurs public et privé. C'est d'abord le quartier de Castlefield qui est concerné, où autour de canaux et viaducs de chemin de fer subsistent de nombreux entrepôts du début du XIXe siècle désaffectés ; ceux-ci sont transformés en logements en majorité de haut de gamme, mais aussi en cafés, bars et clubs. Le "Quay bar" de Stephenson Bell (1998) en est l'un des plus remarquables. Entre Castefield et le centre-ville l'ancien gare principale de Manchester (1875-80), désormais désaffectée a été transformée en salle d'exposition et de concerts en 1986 pour être finalement intégrée au Manchester Central Convention Complex, conçu par le cabinet Stephenson Bell (2001/2008). À proximité la tour Beetham, ou "Hilton tower" de Ian Simson, terminée en 2006, est un exemple d'un nouveau genre de bâtiments de grande taille. Elle comprend l'hôtel Hilton, un restaurant et des appartements. À son achèvement, elle était le plus haut immeuble du Royaume-Uni, hors Londres .
L'attentat à la bombe mené par l'IRA en juillet 1996 a ravagé le centre-ville et en particulier le centre commercial Arndale. Si cet attentat a été d'abord vécu comme un drame, les autorités ont vite réalisé qu'il s'agissait d'une occasion unique de reconstruire un centre-ville plus conforme aux standards de qualité européens et plus digne des ambitions de la ville. Toute cette partie du centre a donc été re-dessinée depuis lors avec rues, places et immeubles de prestige conçus par des cabinets reconnus. Un nouveau magasin Marks & Spencer (en partie cédé à Selfridge) a été construit par Building design partnership (1999), Exchange square a été aménagé, dessiné par Martha Schwartz (2000) et le musée interactif Urbis conçu par Ian Simson a ouvert en 2002 (il est devenu depuis 2012 le Musée national du football).
Le Green Building, qui fait face à la gare d'Oxford Road, est une construction innovante qui se veut respectueuse de l'environnement, un projet presque unique au Royaume-Uni.
Le parc Heaton, au nord de la ville, est un des plus grands parcs municipaux d'Europe, couvrant pas moins de 250 hectares. La ville comporte 135 parcs et jardins. Deux grands squares comportent diverses statues. Albert Square a des monuments en l'honneur du Prince Albert, de l'évêque James Fraser, d'Oliver Heywood, de William Ewart Gladstone et de John Bright. Les jardins de Piccadilly contiennent des monuments en hommage à la Reine Victoria, Robert Peel, James Watt et au Duc de Wellington. Le cénotaphe de St Peter's Square, réalisé par Edwin Lutyens, est le principal mémorial de Manchester pour ses morts à la guerre. Le mémorial d'Alan Turing à Sackville Park commémore le rôle qu'a joué cet homme dans l'informatique moderne. Une statue d'Abraham Lincoln sculptée par George Gray Barnard et observable à Lincoln Square fut offert à la ville par M. et Mme Charles Phelps Taft de Cincinnati, dans l'Ohio, pour honorer le rôle du Lancashire dans la pénurie de coton du Lancashire et la guerre civile américaine de 1861–1865. Le succès que rencontrèrent les jeux du Commonwealth de 2002 est commémoré par le B of the Bang, situé près du City of Manchester Stadium à l'est de la ville. Avec 184 m de hauteur, il s'agit de la plus haute sculpture du Royaume-Uni. Un Concorde se trouve près de l'aéroport de Manchester.

## Média

### Radio

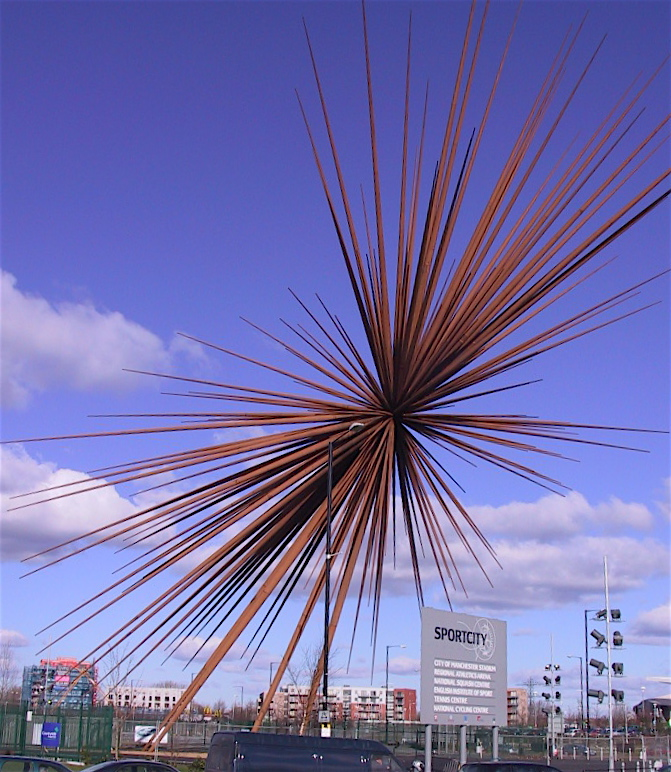
B of the Bang à Sportcity, construit à l'occasion des Jeux du Commonwealth de 2002.

Manchester est la ville qui compte le plus de radios locales après Londres, parmi lesquelles on trouve notamment BBC Radio Manchester, Key 103, Capital, Piccadilly Magic 1152, 100.4 Smooth FM, Real Radio North West, Capital Gold 1458, 96.2 The Revolution et Xfm,. Radio Manchester a retrouvé son appellation d'origine après avoir été temporairement baptisé BBC GMR en 1988. Il existe également des radios étudiantes comme Fuse FM à l'université de Manchester et MMU Radio à l'université métropolitaine de Manchester,. Un réseau de radios libres est géré par Radio Regen, avec des stations qui couvrent le sud de Manchester et notamment Ardwick, Longsight et Levenshulme (All FM 96.9) et Wythenshawe (Wythenshawe FM 97.2).

### Film
Manchester a été le théâtre de plusieurs films hollywoodiens comme My Son, My Son ! (1940) de Charles Vidor qui met à l'affiche Brian Aherne et Louis Hayward, Grand Hotel (1932), dans lequel Wallace Beery crie régulièrement « Manchester ! », Velvet Goldmine avec Ewan McGregor ou encore The Man in the White Suit d'Alec Guinness. Plus récemment, la ville est prise dans les flammes dans 28 jours plus tard sorti en 2002. L'action du film d'animation japonais de 2004 Steamboy prend place au moins partiellement à Manchester lors de la révolution industrielle. Le festival international du film de Manchester a par ailleurs lieu tous les deux ans dans la ville, et le festival du film du Commonwealth s'y est également tenu.

### Journaux
Le journal The Guardian fut créé à Manchester en 1821 sous le nom de Manchester Guardian. Son siège est toujours situé dans la ville, bien qu'une partie des fonctions de management soient déplacées vers Londres. Le Manchester Evening News est quant à lui le journal local qui a le plus grand tirage du Royaume-Uni. Il est gratuit en centre-ville le jeudi et vendredi. Malgré son titre il est disponible toute la journée. Le Metro Noth West est distribué gratuitement aux arrêts du Metrolink, dans les gares et d'autres lieux très fréquentés. Le groupe MEN distribue un certain nombre de journaux locaux gratuits.
De grands journaux nationaux anglais ont longtemps conservé leurs bureaux à Manchester comme The Daily Telegraph, Daily Express, Daily Mail, The Daily Mirror ou The Sun. Seul The Daily Sport reste basé dans la ville. À son apogée, il employait 1 500 journalistes, mais les fermetures de bureaux commencèrent dans les années 1980 et on ne peut plus parler de « second Fleet Street » aujourd'hui. Une tentative pour lancer un quotidien pour le nord du pays, le North West Times, employant des journalistes licenciés par d'autres journaux a pris fin en 1988. Le North West Enquirer tente à son tour d'offrir un véritable journal régional au nord-ouest de l'Angleterre, de la même manière que le Yorkshire Post le faisait pour le Yorkshire ou The Northern Echo pour le nord-est du pays ; il cesse ses activités en octobre 2006,. Il y a plusieurs magazines de mode dans la ville, dont notamment YQ Magazine et Moving Manchester.

### Télévision

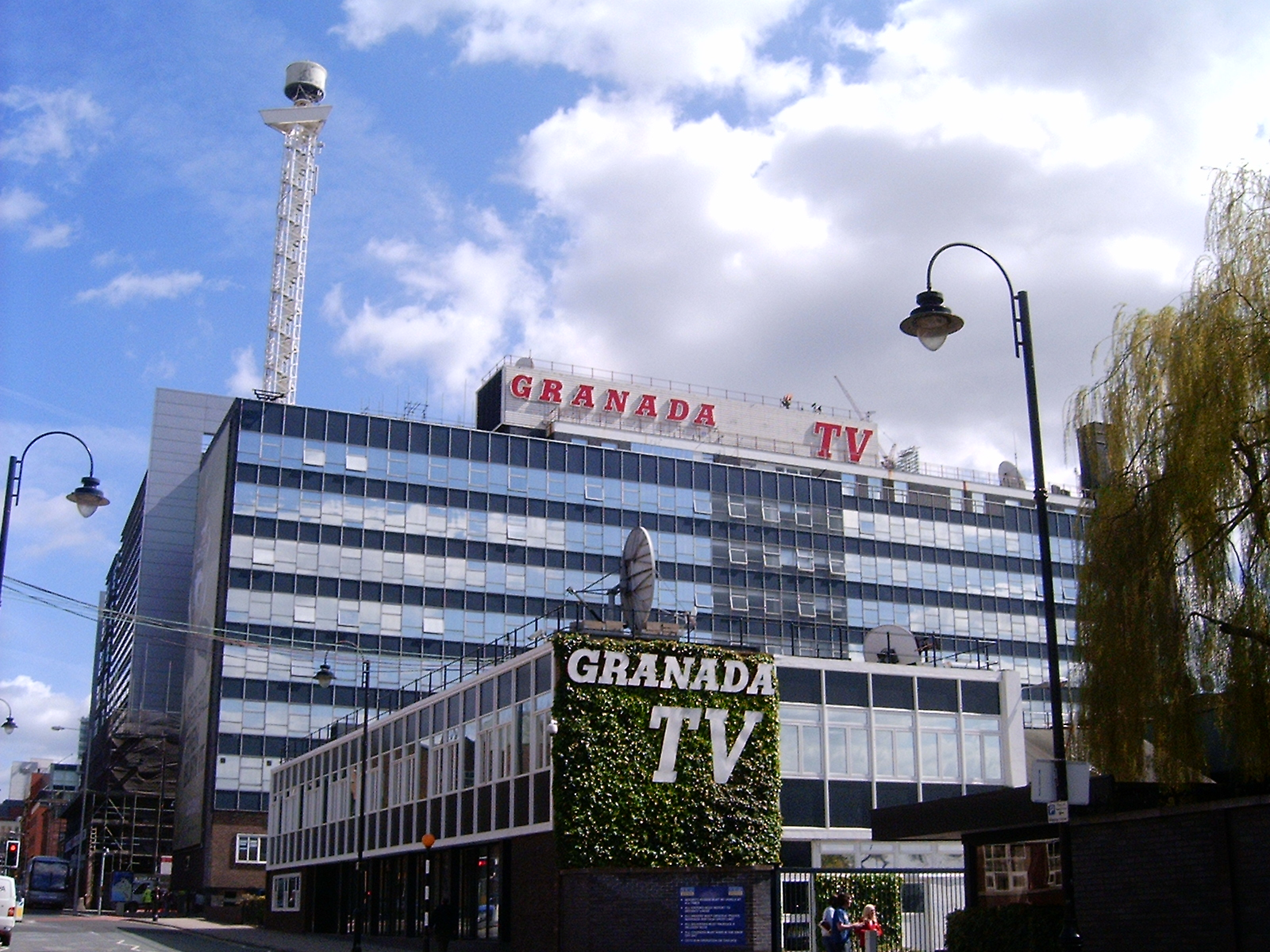
Le siège de Granada Television.

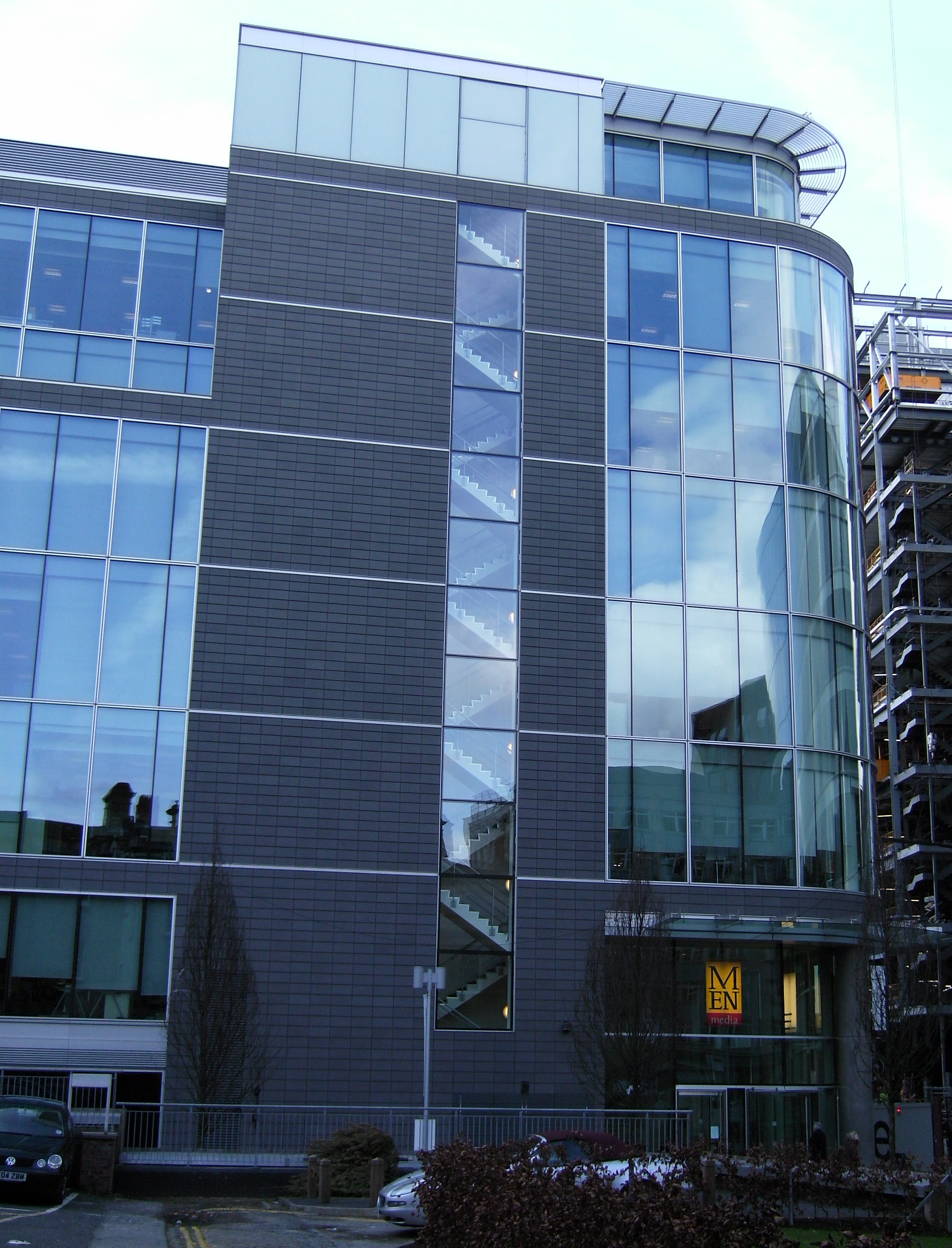
Le siège de Manchester Evening News, dans le district de Spinningfields.

La chaîne Granada Television, du groupe ITV, siège à Quay Street, dans le quartier de Castlefield. Cette chaîne produit notamment Coronation Street, la série populaire la plus longue et la plus regardée du monde qui passe cinq fois par semaine sur ITV1. Les informations locales pour la région nord-ouest sont produites à Manchester.
Manchester est l'une des trois plus grosses bases de la BBC en Angleterre avec Londres et Bristol. Les programmes A Question of Sport, Mastermind, et Real Story, sont réalisés au New Broadcasting House de la Oxford Road, au sud du centre-ville. La série à succès « Cutting It » a été tournée dans les quartiers nord de la ville. Life on Mars, dont cinq saisons sont diffusées sur BBC One, a également été tournée à Manchester en 1973, tout comme The Street, série qui remporte un BAFTA et un International Emmy Awards en 2007. La première édition de Top of the Pops est enregistrée dans l'église de Longsight le jour du nouvel an 1964. C'est aussi à Manchester qu'est installée l'antenne locale de BBC One pour le nord-ouest, et des programmes tels que North-West Tonight y sont produits. La BBC a l'intention de délocaliser un grand nombre de ses infrastructures de son personnel de Londres vers Media City à Salford Quays. Les départements des chaînes pour enfants (CBBC), Comedy, Sport (BBC Sport) et New Media doivent être déplacés avant 2010,.
Manchester disposait de sa propre chaîne de télévision, Channel M, détenue par le Guardian Media Group et lancée en 2000, mais celle-ci disparait en 2012. La station produisait presque tous ses programmes, avec notamment les actualités locales, et elle était consultable dans tout le pays sur la plateforme de télévision BSkyB. Parmi les personnages de télévision célèbres originaires de Manchester on peut noter Daphne Moon (jouée par Jane Leeves), de Frasier, Charlie Pace (joué par Dominic Monaghan) de Lost, Naomi Dorrit (Lost) et Nessa Holt (Las Vegas), jouées toutes deux par Marsha Thomason, actrice elle-même originaire de la ville.

## Éducation

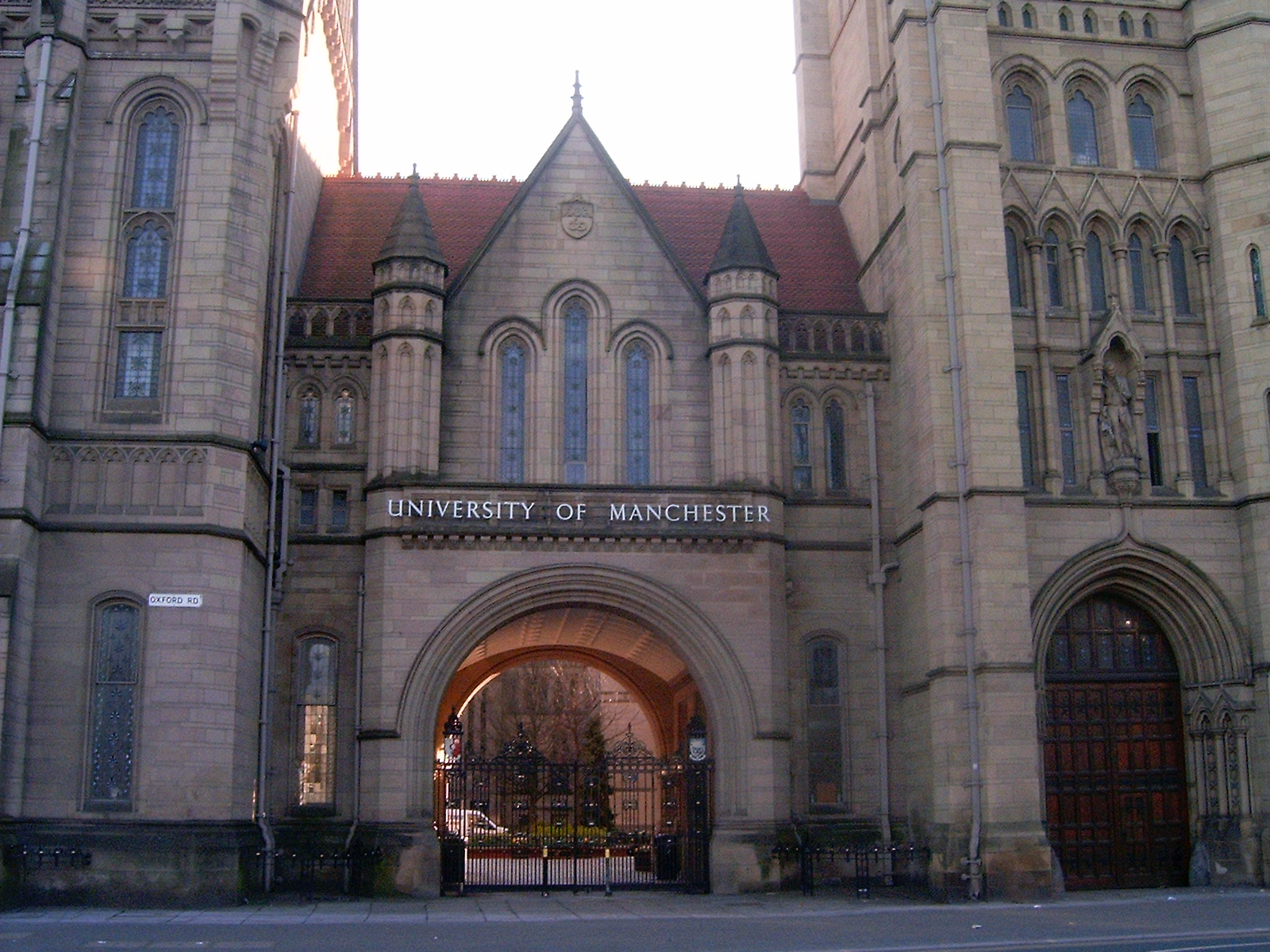
L'entrée de Whitworth Hall, dans le campus de l'université de Manchester.

Il y a deux universités à Manchester. L'université de Manchester est la plus grande université du Royaume-Uni ; elle est créée en 2004 à la suite de la fusion entre l'université Victoria de Manchester et l'UMIST (University of Manchester Institute of Science and Technology). Elle inclut notamment la Manchester Business School, première école de ce type lors de sa fondation en 1965. L'université métropolitaine de Manchester est constituée comme l'école polytechnique de Manchester à la suite de la fusion de trois grandes écoles en 1970. Elle obtient le statut d'université en 1992, et absorbe la même année les établissements d'enseignement supérieur de Crewe et Alsager dans le sud du Cheshire.
L'université de Manchester, l'université métropolitaine de Manchester et le Royal Northern College of Music sont regroupés autour d'Oxford Road, au sud du centre-ville, et forment le plus grand quartier universitaire d'Europe. Ces trois établissements représentent en effet 73 160 étudiants en études supérieures, bien que 6 000 d'entre eux soient basés dans les campus de Crewe et Alsager dans le Cheschire.
Un des plus notables établissements d'enseignement secondaire de la ville est la Manchester Grammar School, établie en 1515, comme grammar school gratuite à proximité de ce qui est maintenant la cathédrale. Elle est déplacée en 1931 vers Old Hall Lane à Fallowfield, au sud de Manchester, pour loger un nombre croissant d'étudiants. Après la guerre, elle devient une direct grant grammar school partiellement financée par l'État, mais elle retrouve son indépendance en 1976 après l'abolition du système d'aide directe. Les premiers bâtiments sont aujourd'hui utilisés par l'école de musique de Chetham. Il y a deux autres établissements scolaires à proximité : Withington Girls' School et Manchester High School for Girls. Se trouve également à Manchester le séminaire « Beis Soroh Schreiner », dirigé par le rabbi Marmostein et le rabbi Angel.

## Sports

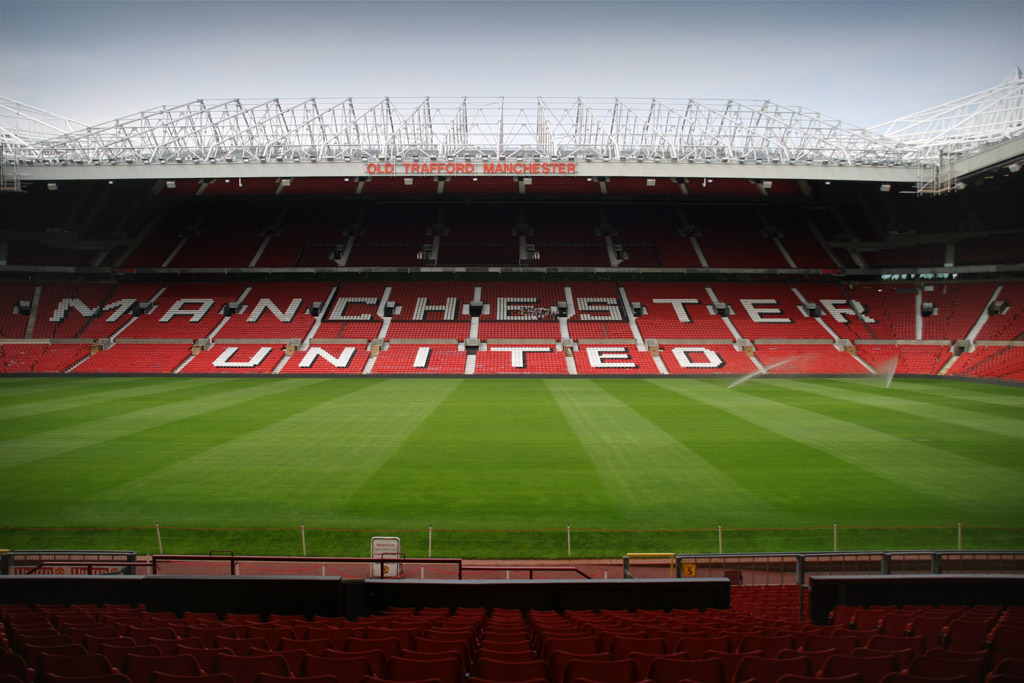
Le stade d'Old Trafford utilisé par le Manchester United à l'ouest de la ville.

Manchester est une ville réputée pour le sport. Deux équipes de football de Premier League portent le nom de la ville : Manchester United et Manchester City. Elles évoluent respectivement à Old Trafford, troisième plus grand stade anglais après les stades londoniens de Wembley et de Twickenham avec 76 000 places et au City of Manchester Stadium (55 097 places) à l'est de la ville. Old Trafford, situé à l'extérieur de Manchester, à Trafford, dans la banlieue ouest, est avec le stade de Wembley et l'Emirates Stadium, l'un des trois stades anglais classé cinq étoiles par l'UEFA. Le stade du Lancashire County Cricket Club, situé non loin, s'appelle lui aussi Old Trafford. Manchester United est le club à avoir le plus de supporters au monde, tandis que Manchester City est le club le plus riche du monde grâce à ses propriétaires très aisés mais aussi celui qui compte le plus de supporters de Manchester.
Le FC United, fondé en 2005 par des supporters en désaccord avec l'acquisition de Manchester United par Malcolm Glazer

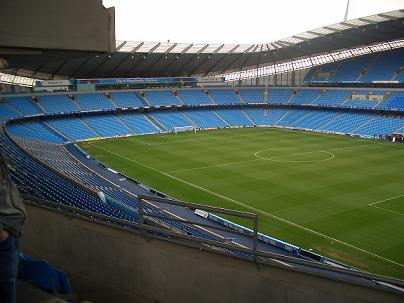
Le City of Manchester Stadium utilisé pour les Jeux du Commonwealth de 2002.

Old Trafford et le stade de Wembley sont les seuls stades d'Angleterre à avoir accueilli une finale de Ligue des champions. C'est également là que se tient la finale du championnat national de rugby à XIII.
Le City of Manchester Stadium a été construit à l'occasion des Jeux du Commonwealth de 2002. Après les Jeux, le stade fut préparé à l'arrivée dans son enceinte de Manchester City en 2003. Le stade peut accueillir 48 000 spectateurs. Il a accueilli la finale de la coupe de l'UEFA en 2008. Le premier stade de Manchester City, Maine Road, aujourd'hui démoli, détient toujours certains records, parmi lesquels la plus grande affluence en Premier League (83 260, Manchester United contre Arsenal, 1948) et la plus grande affluence en province (84 569, Manchester City contre Stoke City, FA Cup, 1934).
Diverses installations sportives de très bonne qualité sont édifiées à l'occasion des Jeux du Commonwealth de 2002. C'est le cas du City of Manchester Stadium, du National Squash Centre et du Manchester Aquatics Centre. Manchester a par deux fois été candidat pour accueillir les Jeux olympiques, battu par Atlanta en 1996 et Sydney en 2000. Le vélodrome de Manchester a été reconstruit pour démontrer la volonté d'accueillir les Jeux en 2000. Les Championnats du monde de cyclisme sur piste y ont eu lieu pour la troisième fois en 2008. Le MEN Arena a été la scène des championnats du monde de gymnastique FINA 2008. Manchester a également accueilli les Championnats du monde de squash en 2008 et les championnats du monde de crosse au champ en juillet 2010.
Manchester étant située dans le nord de l'Angleterre, un autre sport a les faveurs des Mancuniens : le rugby à XIII . Si l'idée d'un club directement implanté à Manchester est régulièrement évoquée, cette ville accueille surtout de grands matchs de rugby à XIII, de la Super League notamment, comme à l'occasion des Magic Week-end de 2012, 2013, et 2014,.

## Voies de communication et transports

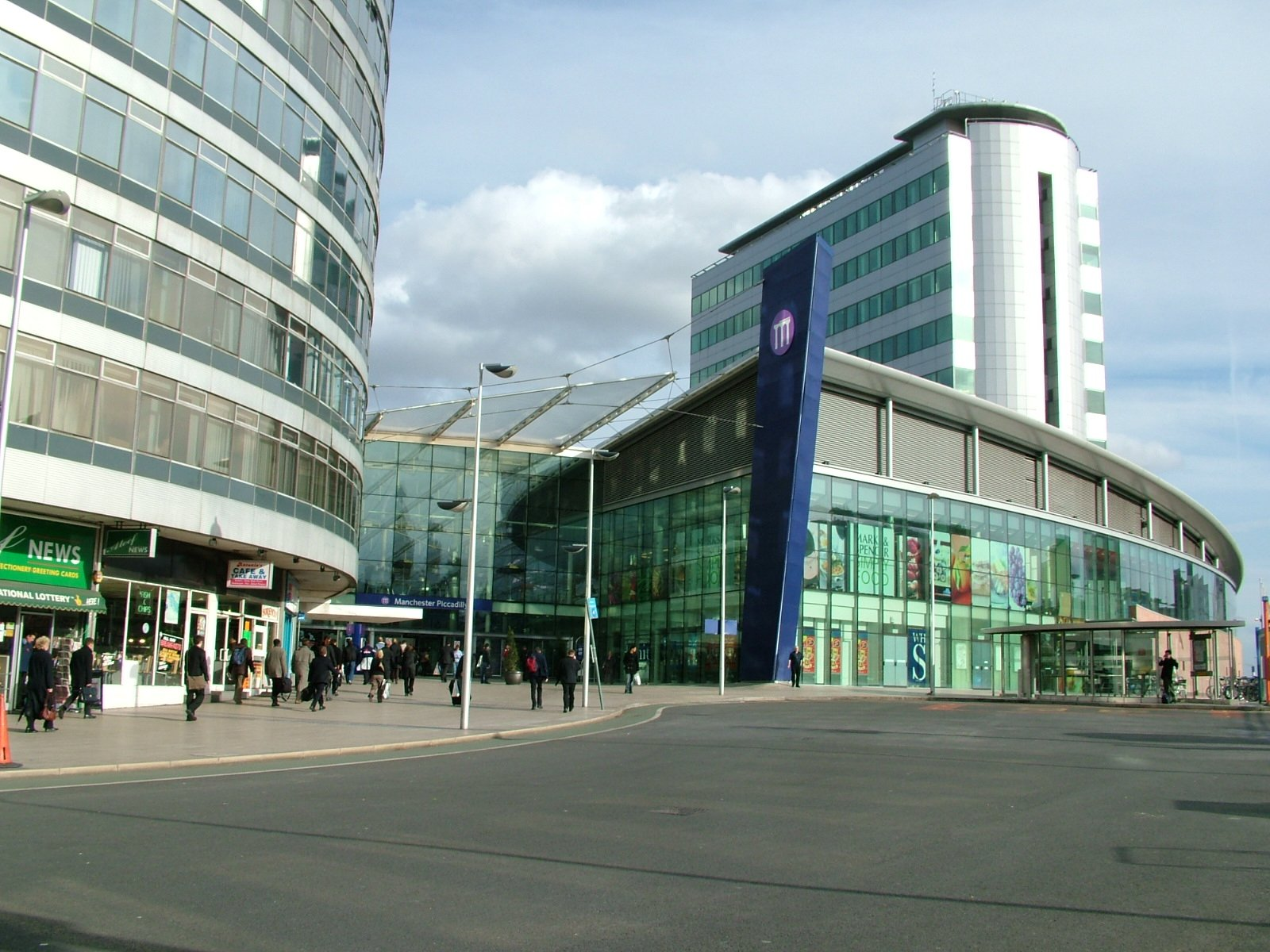
Manchester Piccadilly, gare principale et station de tramway du même nom.

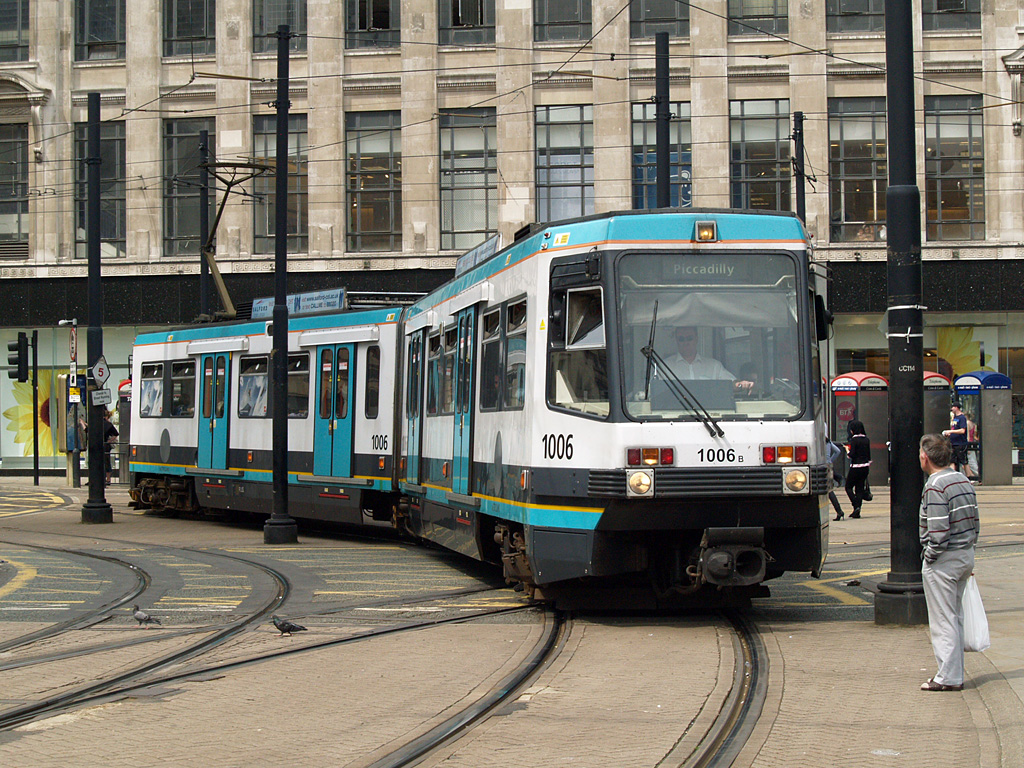
Un tramway de la ville.

### Transport aerien

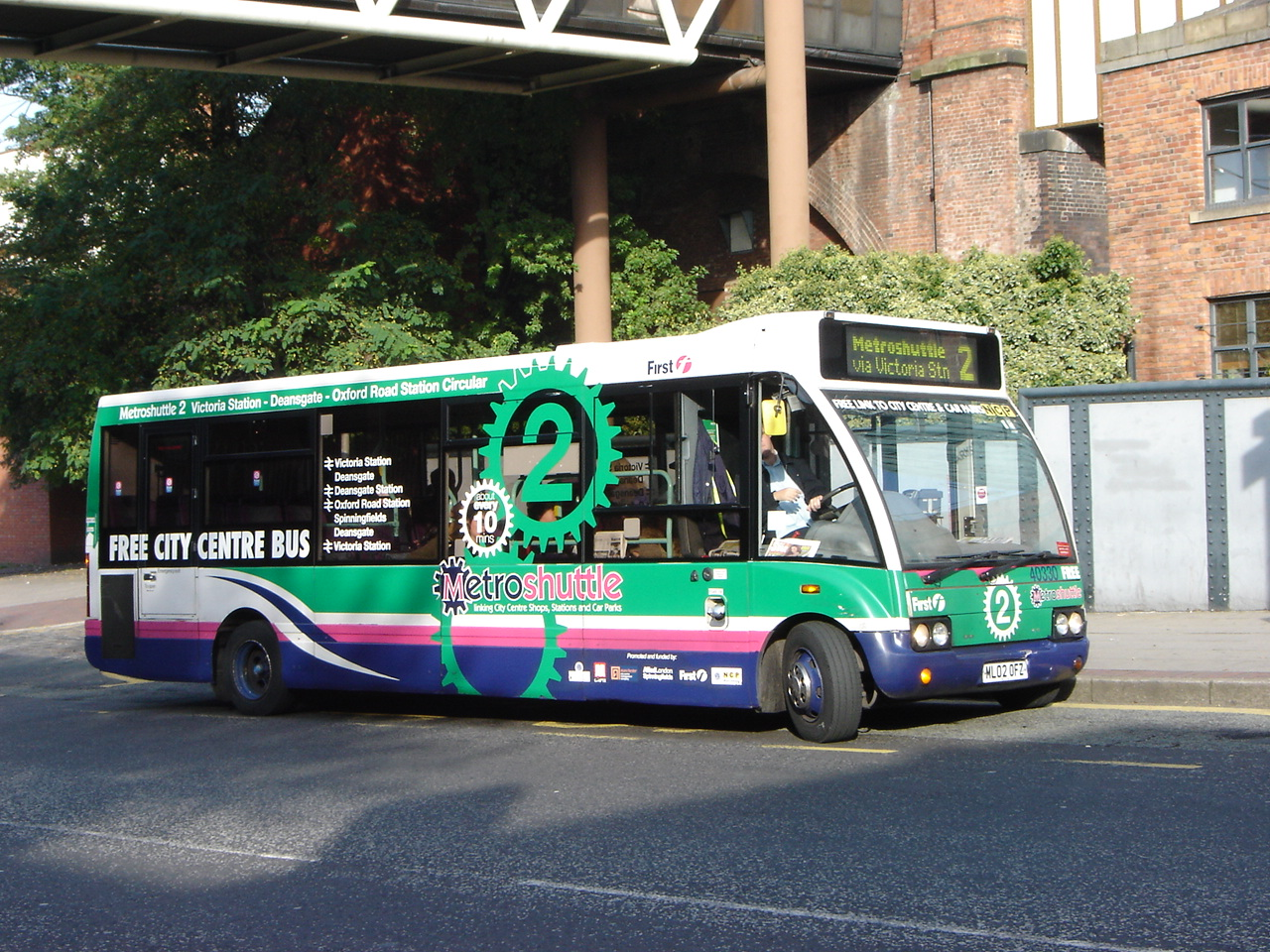
Un des bus gratuits qui circulent en ville.

L'aéroport de Manchester dessert la ville et le Nord-Ouest de l'Angleterre en général. C'est le premier aéroport du Royaume-Uni en nombre de passagers en dehors de Londres, avec 18,9 millions de passagers en 2011. Des lignes aériennes relient la ville à l'Europe, l'Amérique du Nord, les Caraïbes, l'Afrique, le Moyen-Orient et l'Asie. Une seconde piste est ouverte en 2001 et les terminaux sont améliorés régulièrement. Le nombre de passagers est stable depuis 2005.

### Transport ferroviaire
Manchester est bien desservi par les trains. En nombre de passagers, Manchester Piccadilly est, avec plus de 21 millions de passagers entre avril 2010 et mars 2011, la quatrième gare la plus fréquentée du Royaume-Uni hors Londres, derrière la gare centrale de Glasgow, Birmingham New Street et la gare de Leeds. L'opérateur local Northern Rail travaille sur le nord de l'Angleterre, tandis que les autres opérateurs nationaux dont Virgin Trains gèrent le reste du réseau. La ligne Manchester-Liverpool était lors de sa création la première voie de chemin de fer du monde à transporter des passagers. Le comté du Grand Manchester a un important réseau ferroviaire à travers sa campagne, et deux gares principales. L'arrivée de High Speed 2, projet de ligne à grande vitesse reliant la ville à Londres, permettra de diminuer fortement le temps de trajet entre les deux villes, et la reliera à Paris via le tunnel sous la Manche.

### Transport en commun
Manchester devient la première ville du Royaume-Uni à disposer d'un système de métro léger moderne quand le Metrolink de Manchester ouvre en 1992. Le système actuel fonctionne sur des rails d'un ancien train de banlieue convertis pour le métro léger, et traverse le centre-ville sur une ligne de tramway. Le réseau de 92 km est constitué de sept lignes et 93 stations, dont huit arrêts de tramway en centre-ville. Un programme d'expansion est en cours de réalisation.
La ville a un des plus vastes réseaux de bus en dehors de Londres avec 50 compagnies de bus œuvrant dans la région du Grand Manchester. Avant la dérégulation de 1986, la SELNEC PTE (South East Lancashire and North East Cheshire Passenger Transport Executive), qui deviendra ensuite la GMPTE (Greater Manchester Passenger Transport Executive) avant de devenir Transport for Greater Manchester, dirigeait tous les bus de la ville. Le système de bus est ensuite pris en charge par GM Buses qui est partagé après privatisation en GM Buses North et GM Buses South, respectivement contrôlés par First Manchester et Stagecoach Manchester. Manchester dispose depuis 2002 d'un service de bus gratuit appelé Metroshuttle qui transporte les résidents des banlieues dans les différentes quartiers d'affaires de la ville.

### Transport maritime
Le vaste réseau de canaux, héritage de la révolution industrielle, est maintenant exclusivement dédié aux loisirs. Le canal maritime de Manchester est ouvert au fret, mais le trafic est peu important,.

## Jumelages et consulats
La ville de Manchester est jumelée avec plusieurs villes dans le monde. En outre, le British Council maintient un centre métropolitain à Manchester.
Sans qu'il n'y ait de jumelages officiels, la ville de Tampere en Finlande est connue comme la « Manchester de Finlande », Mulhouse comme la Manchester française. De même, Ahmedabad, en Inde, doit à son industrie textile florissante le surnom de « Manchester de l'Inde »,.
| Pays                                        | Pays       | Ville | Ville             | Région / District / État | Région / District / État       | Date |
| ------------------------------------------- | ---------- | ----- | ----------------- | ------------------------ | ------------------------------ | ---- |
| Drapeau du Nicaragua                        | Nicaragua  |       | Bilwi             |                          | Atlántico Norte                |      |
| Drapeau de l'Allemagne                      | Allemagne  |       | Chemnitz          |                          | Saxe                           | 1983 |
| Drapeau de l'Espagne                        | Espagne    |       | Cordoue           |                          | Province de Cordoue            |      |
| Drapeau de la Turquie                       | Turquie    |       | Aydın             |                          | Province de Aydın              |      |
| Drapeau d’Israël                            | Israël     |       | Rehovot           |                          | District centre                |      |
| Drapeau de la Russie                        | Russie     |       | Saint-Pétersbourg |                          | District fédéral du Nord-Ouest | 1962 |
| Drapeau de la République populaire de Chine | Chine      |       | Wuhan             |                          | Hubei                          | 1986 |
| Drapeau du Pakistan                         | Pakistan   |       | Faisalabad        |                          | Pendjab                        | 1997 |
| Drapeau des États-Unis                      | États-Unis |       | Los Angeles       |                          | Californie                     | 2009 |

Manchester héberge le plus vaste nombre de consulats au Royaume-Uni après Londres. Le développement de liens commerciaux internationaux durant la révolution industrielle a conduit à la création des premiers consulats dans les années 1820, et depuis lors ce sont plus de 800, représentant toutes les régions du monde, qui se sont établis dans la ville. Manchester dispose de divers services consulaires pour l'ensemble du nord de l'Angleterre. La diminution de la quantité de documents administratifs nécessaires pour le commerce international moderne tend à réduire l'importance de ces services, mais ce phénomène est compensé par le nombre croissant de voyageurs internationaux. Ceux-ci passent par l'aéroport de Manchester, le plus actif en dehors de l'agglomération londonienne,.

## Personnalités nées dans la ville ou originaires du Grand Manchester
(par ordre chronologique de naissance)
- Thomas de Quincey (1785-1859) : écrivain, auteur notamment des Confessions d'un mangeur d'opium anglais (publiées en 1821).
- Henry Mark Anthony (1817-1886) : artiste-peintre.
- James Prescott Joule, (1818-1889) : célèbre physicien.
- J.J Thomson (1856-1940) : physicien. Récipiendaire du prix Nobel de physique en 1906 pour ses recherches théoriques essentielles sur la conductivité électrique dans les gaz qui permirent notamment la découverte de l'électron.
- Emmeline Pankhurst (1858-1928) : femme politique et activiste suffragette.
- Mary Ann Hutton (1862-1953) : érudite et écrivaine de langue irlandaise.
- George Foottit (1864-1921) : clown.
- Arthur Harden (1865-1940) : biochimiste. Lauréat du prix Nobel de chimie en 1929 pour ses recherches portant sur la fermentation du sucre et des enzymes de fermentation.
- Catherine Chisholm (1878-1952) : médecin et fondatrice d'un hôpital pour enfants à Manchester, le Duchess of York Hospital (en).
- Laurence Stephen Lowry (1887-1976) : peintre paysagiste, dont les œuvres représentent pour la plupart Manchester et ses environs.
- James Chadwick (1891-1973) : physicien. Récipiendaire du prix Nobel de physique en 1935 pour la découverte du neutron.

- Mabel Tylecote (1896-1987), historienne.
- Ann Bishop (1899-1990) : biologiste.
- Robert Donat (1905-1958) : acteur.
- Anthony Burgess (1917-1993) : écrivain, notamment auteur du roman dystopique L'Orange mécanique.
- Sam Tingle (1921-2008) : pilote automobile.
- Frank Holden (1922-2012) : poète francophone.
- Norman Foster (1935-) : architecte.
- Bernard Hill (1944-2024) : acteur.
- Stephen Sherbourne (1945-), homme politique britannique.
- Ross Brawn (1954-) : ingénieur et directeur britannique de l'écurie allemande de Mercedes Grand Prix en Formule 1.
- Steve Diggle (en) (1955-) : guitariste du groupe punk Buzzcocks.
- Howard Devoto (1955-) : chanteur du groupe punk Buzzcocks.
- Ian Curtis (1956-1980) : auteur-compositeur et chanteur du groupe de post-punk et de cold wave, Joy Division.
- Danny Boyle (1956-) : cinéaste, réalisateur entre autres du film Slumdog Millionaire.
- Andy Gibb (1958-1988) : chanteur britannique.
- Stuart Adamson (1958-2001) : auteur-compositeur chanteur guitariste du groupe rock Big Country.
- Morrissey (1959-) : de son vrai nom Steven Patrick Morrissey. Auteur-compositeur et chanteur du groupe rock alternatif, The Smiths.
- Mick Hucknall (1960-) : chanteur et compositeur. Il est le chanteur du groupe Simply Red.
- Johnny Marr (1963-) : de son vrai nom John Martin Maher. Guitariste, compositeur et claviériste de The Smiths.
- Noel Gallagher (1967-) : auteur-compositeur et guitariste d'Oasis.
- Liam Gallagher (William Gallagher) (1972-) : chanteur principal d'Oasis.
- Jos Bhuiyan (1973-), écrivain et auteur de bande dessinée britannique.
- Dominic Noonan : gangster.
- Joy Division, groupe post-punk / cold wave, 1976-1980.
- Happy Mondays, groupe madchester / rock alternatif (originaire de Salford, banlieue limitrophe de Manchester), 1980-1993 / 1999-2000 / 2004-.
- The Chameleons, groupe post-punk / rock, 1981-1987 / 2000-.
- New Order, groupe new wave / électro-pop (composés des ex-membres de Joy Division).
- Wes Brown (1979-) ancien joueur de Manchester United.
- Danny Welbeck (1990-) joueur de Manchester United, puis du Arsenal Football Club.
- Max George (1988-) chanteur de The Wanted.
- David Warner (1941-2022) acteur anglais.
- The Chemical Brothers : groupe de musique électronique, 1992-.
- Soph Galustian (1996-) actrice, scénariste et humoriste britannique.
- Rixton : groupe de musique pop.
- The Slow Show : groupe de rock indépendant, 2010-.